# Le Tintoret
Ne doit pas être confondu avec Domenico Tintoretto.
Jacopo Robusti, dit Tintoretto, en français le Tintoret, né probablement en septembre-octobre 1518 ou en 1519 à Venise (République de Venise) où il est mort le 31 mai 1594, est un peintre vénitien de la Renaissance italienne, que l’on associe au mouvement artistique du maniérisme de l’école vénitienne, qu'il a également influencé de manière significative.
Ses contemporains admiraient et critiquaient à la fois la rapidité avec laquelle il peignait et l'audace sans précédent de son coup de pinceau. Pour son énergie phénoménale dans la peinture, il a été appelé il Furioso (« le Furieux ») ou, comme le faisait Vasari, il Terribile (« le Terrible »). Il avait en effet un fort caractère et faisait une utilisation dramatique de la perspective et de la lumière dans le style maniériste, qui l'ont fait considérer comme le précurseur de l'art baroque. Son travail se caractérise aussi par ses figures musclées et leurs gestes dramatiques.

## Biographie

### Jeunesse et formation

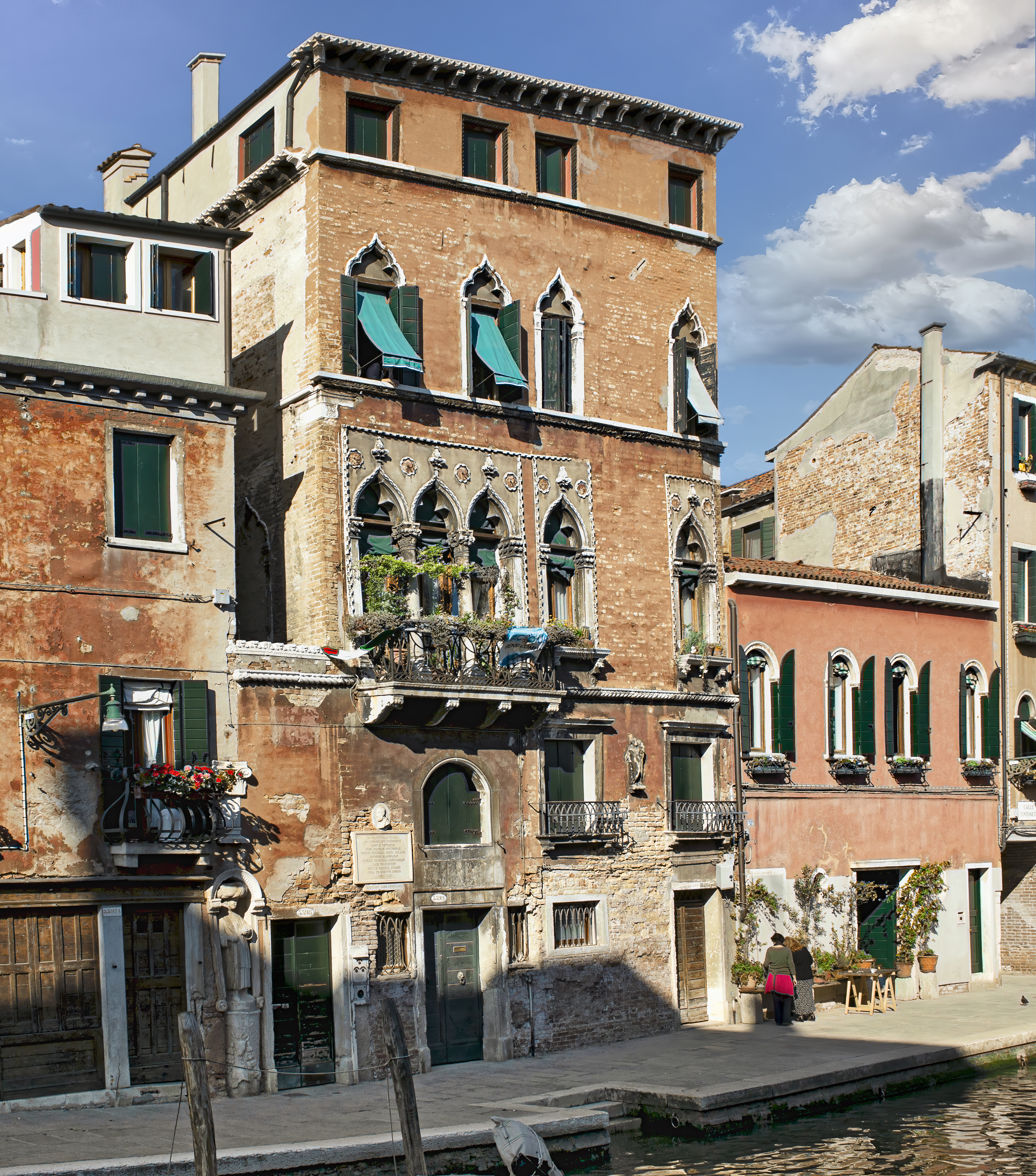
Maison du Tintoret Fondamenta dei mori, Cannaregio, Venise.

Le Tintoret, de son vrai nom Jacopo Comin, est né en septembre-octobre 1518 ou en 1519 à Venise et doit son surnom (« le petit teinturier », tintore signifiant « teinturier » adjoint du suffixe -etto, « petit ») à son père, Battista Robusti, qui travaillait dans une teinturerie, et qui fut probablement le premier contact du jeune peintre avec le monde de la peinture par le truchement des pigments. Comme découvert en 2007, le nom de famille de son père est Comin. En 1509, lui et son frère reçoivent dans le cadre de leur appartenance à la Ligue de Cambrai le nom honorifique de Robusti pour leur défense héroïque d'une porte de la ville de Padoue.
Sa date de naissance est incertaine. L'acte de baptême a été perdu dans l'incendie des archives de San Polo, on peut donc déduire de l'acte de décès : « 31 mai 1594 : Messer Jacopo Robusti est mort, dit Tintoret, âgé de 75 ans et 8 mois », la date de septembre / octobre 1518. Selon Roland Krischel, Tintoret serait né en 1519, probablement en avril ou en mai, comme il le déduit de l'étude des registres de la paroisse et des offices de santé. Il naît dans le quartier populaire de la Madonna dell'Orto, église qu'il a décorée et où il est enterré.
Jacopo est le fils aîné de la famille, on ne sait rien de sa mère. Il est resté en contact avec son frère Domenico tout au long de sa vie, qui, selon Anton Francesco Doni, vit probablement à Mantoue à partir de 1552 en tant que musicien à la cour des Gonzague. Selon les déclarations contemporaines, Jacopo lui-même joue de plusieurs instruments. 
Son père Giovanni Battista travaille dans le domaine de la teinture de la soie, on ne sait si c'est sur le plan artisanal ou commercial. Il est probablement originaire de Lucques : cet art a été importé à Venise au XVIe siècle par les Lucquois. Cette ascendance expliquerait l'intérêt de l'artiste pour ses « confrères » de l'école toscane et romaine, comme Michel-Ange, Raphaël et Jules Romain : Le Tintoret connait leurs œuvres par la diffusion d'estampes, alors qu'il est certain qu'il a vu in situ les fresques de Giulio Romano au palais du Te à Mantoue. Il semble que Battista fait partie des « citoyens », c'est-à-dire de ces Vénitiens non nobles qui jouissaient également de certains privilèges : grâce à cette position, Jacopo est en bons termes avec l'élite vénitienne et obtient le soutien des patriciens. D'autres études plus récentes donne sa famille comme originaire de Brescia, en Lombardie, alors partie de la république de Venise.
Jacopo ne cache pas ses origines, au contraire, dans ses peintures, il signe comme « Jacobus Tentorettus » (Portrait de Jacopo Sansovino, vers 1566) ou « Jacomo Tentor » (Miracle de l'esclave, 1547-1548).
Il est connu pour avoir eu au moins un frère nommé Domenico ; un récit peu fiable du XVIIe siècle indique que ses frères et sœurs étaient au nombre de 22. Il est une petite personne qui est aussi appelée granelo de pevere (grain de poivre) par ses amis en raison de son caractère vraisemblablement fougueux, moqueur ou quelque peu mordant. 
L'enfance du peintre est mal connue car aucun document n'atteste de sa formation. Les principales sources sont les paiements des commandes et la biographie rédigée par Carlo Ridolfi (1594-1658) - qui le fait naître en 1512 -, bien qu'il n'ait jamais rencontré le Tintoret, mais tire ses informations de son fils Domenico. Ridolfi raconte que le Tintoret, encore enfant, utilise les couleurs de l'atelier de son père pour peindre les murs de l'atelier : pour suivre l'inclination de son fils, Battista lui trouve, en 1530, un emploi d'apprenti dans l'atelier du Titien, le plus célèbre peintre vénitien de l'époque. Cet apprentissage ne dure que quelques jours. Le jeune garçon est-il trop impatient d’affirmer sa personnalité ? Ou bien Titien a-t-il surpris quelques dessins de lui et l’a-t-il renvoyé de crainte que de pareils débuts ne révèlent un concurrent potentiel ? Toujours est-il que Le Titien le renvoie avec colère, soit par jalousie d'un élève si prometteur (selon Ridolfi) ou à cause d'un conflit de personnalité (dans la version de Marco Boschini). La réalité de cet élément biographique est aujourd'hui remise en cause et les historiens pensent que Le Tintoret fut plutôt un élève du peintre Bonifacio de' Pitati. À partir de ce moment, la relation entre les deux artistes est restée basée sur la rancune, malgré l'admiration continue du Tintoret pour Le Titien. Pour sa part, Le Titien a activement dénigré le Tintoret, tout comme ses partisans.
Titien aurait tenté toute sa vie d'entraver le développement du Tintoret. Bonifazio Veronese, Pâris Bordone et Andrea Meldola, dit Andrea Schiavone, sont mentionnés comme d'autres professeurs possibles du Tintoret,. Le Tintoret aurait admiré ce dernier pour sa « belle façon de colorier ». Le maniériste Pordenone a probablement aussi une influence importante sur le jeune peintre.
Un premier document de sa vie remonte à 1537, lorsque le Tintoret loue un « appartement et atelier » à Venise dans le quartier de l'église San Cassiano pour 20 ducats. À partir de cette époque, il travaille comme contremaître indépendant et ouvre le 22 mai 1539 son propre atelier à Venise à Campo San Cassiano dans le sestiere de San Polo. Dans un document daté de 1539, Le Tintoret signe « mistro Giacomo depentor nel champo di san Cahssan », revendiquant le titre de maître.
Le Tintoret ne cherche pas à se former davantage, mais étudie par lui-même avec un zèle laborieux. Selon Ridolfi, il acquiert une certaine expérience en travaillant aux côtés d'artisans qui décorent des meubles avec des peintures de scènes mythologiques, et étudie l'anatomie en dessinant des modèles vivants et en disséquant des cadavres. Il vit pauvrement, collectionnant moulages, bas-reliefs et estampes, et s'entraînant avec eux. À un certain moment, peut-être dans les années 1540, le Tintoret acquiert des modèles de l'Aube, du Jour, du Crépuscule et de la Nuit de Michel-Ange (situées dans les Chapelles des Médicis à Florence), qu'il étudie dans de nombreux dessins réalisés sous tous les angles. Il travaille de nuit comme de jour. Sa noble conception de l'art et son ambition personnelle sont toutes deux mises en évidence dans l'inscription qu'il place sur son atelier : « Il disegno di Michelangelo ed il colorito di Tiziano » (« Le dessin de Michel-Ange et la couleur de Titien »).

### Premières œuvres

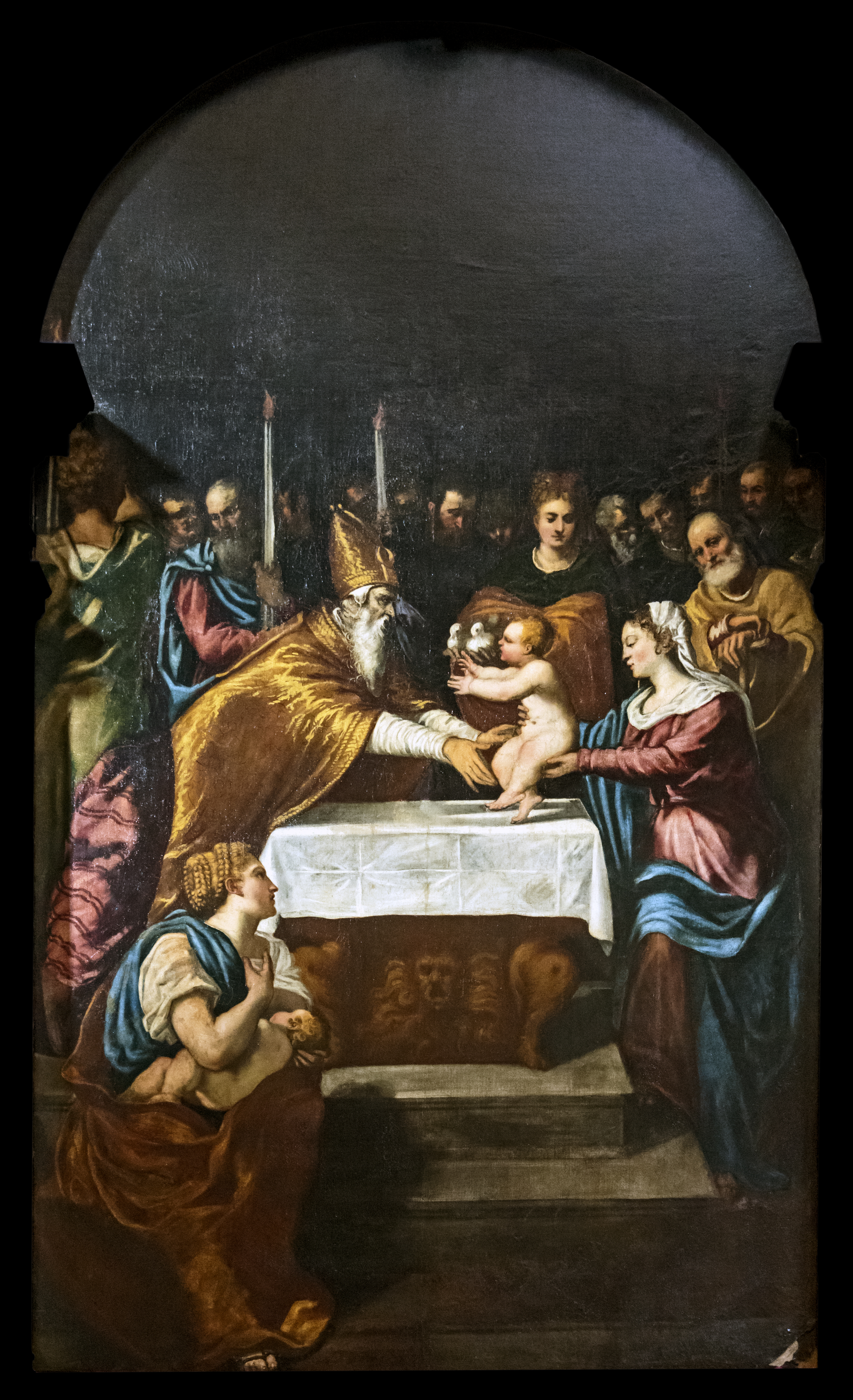
Présentation de Jésus au Temple, église Santa Maria dei Carmini, (vers 1542).

Le jeune peintre Andrea Schiavone, de quatre ans le cadet du Tintoret, est beaucoup en sa compagnie. Le Tintoret aide Schiavone gratuitement avec des peintures murales ; il travaille souvent pour rien, et réussit ainsi à obtenir des commandes. Les deux premières peintures murales du Tintoret - réalisées, comme d'autres, presque sans rémunération - auraient été Le Festin de Belshazzar et un Combat de cavalerie. Elles ont toutes deux disparues depuis longtemps, comme toutes ses fresques, anciennes ou ultérieures. Le premier de ses travaux à attirer une attention considérable est un groupe de portraits de lui-même et de son frère - ce dernier jouant de la guitare - avec un effet nocturne, également perdu. Il est suivi d'un sujet historique, dont Titien est assez franc pour faire l'éloge. Dans sa jeunesse, il peint diverses décorations de fresques qui n'ont été conservées que par fragments, y compris celles de la Ca' Soranzo et probablement aussi de la villa du juriste Marco Mantova Benavides à Padoue (selon une lettre d'avril 1541).
Dès ses premières œuvres (à la fin des années 1530 et durant les années 1540), Le Tintoret s’intéresse aux courants maniéristes toscan, romain et émilien, diffusés à Venise par des artistes comme Jacopo Sansovino, Giuseppe Porta et Schiavone. Il a une grande admiration pour Michel-Ange qui l’a influencé dans sa technique du dessin et dans sa manière de dépeindre le canon humain dans sa peinture, souvent décrit comme sculptural. Le Tintoret a également une passion pour les effets de lumière : il réalise des statues de cire de ses modèles et expérimente l’orientation des sources de lumière avant de les peindre. En conséquence, certains visages réapparaissent dans différents travaux, sous différents angles et différents éclairages. Le clair-obscur joue un rôle important dans ses œuvres et participe aux effets dramatiques qu'il affectionne pour ses mises en scène.
La première commande émane de Vettor Pisani, noble parent d'Andrea Gritti et propriétaire d'une banque, vers 1541 : à l'occasion d'un mariage, il fait restaurer sa résidence de San Paterniàn et confie au jeune Tintoret, vingt-trois ans, la création de seize planches illustrant les Métamorphoses. Les peintures, aujourd'hui en grande partie conservées à la Galleria Estense de Modène, seraient placées au plafond et Pisani demande qu'elles aient la perspective puissante des peintures de Giulio Romano à Mantoue : Tintoret se rend personnellement au Palais du Te, probablement à ses frais. Ces tableaux témoignent de sa connaissance des dernières évolutions du maniérisme. Tintoret est au cœur de la querelle du paragone entre la peinture et la sculpture, Venise privilégiant la première et Florence la seconde.
Les six panneaux conservés au musée d'Histoire de l'art de Vienne, qui auraient été réalisés comme décoration de cassoni, également en raison de leurs dimensions presque identiques, sont contemporains avec les peintures de Pisani : Ridolfi rapporte que Le Tintoret collabore avec les artisans du meuble qui commercent à proximité du  palais des Doges. Rien cependant ne confirme que ces tableaux proviennent de cassoni. La particularité de ces œuvres est la gestion du format allongé (le plus grand, en effet, mesure 29 × 157 cm) : Le Tintoret exploite l'architecture pour marquer la séquence temporelle des événements racontés.
L'une des premières œuvres du Tintoret encore existantes se trouve dans l'église Santa Maria dei Carmini à Venise, la Présentation de Jésus au Temple (vers 1542) ; à San Benedetto se trouvent l'Annonciation et Le Christ avec la Samaritaine. Pour la Scuola della Trinità (les scuole ou écoles de Venise étaient des confréries, plus de la nature des fondations caritatives que des institutions éducatives), il peint quatre sujets du Livre de la Genèse. Deux d'entre eux, maintenant dans les Galeries de l'Académie de Venise, sont Adam et Ève et la Mort d'Abel, deux œuvres de haute maîtrise, qui indiquent que Tintoret est à cette époque un peintre accompli - l'un des rares à avoir atteint le plus haut niveau en l'absence de toute formation formelle connue. Jusqu'en 2012, L'Embarquement de sainte Hélène en Terre Sainte était attribué à Schiavone, mais une nouvelle analyse de l'œuvre a révélé qu'elle faisait partie d'une série de trois peintures du Tintoret, représentant la légende de  sainte Hélène et de la Vraie Croix. L'erreur a été découverte lors de travaux sur un projet de catalogue des peintures à l'huile d'Europe continentale au Royaume-Uni. L'Embarquement de sainte Hélène a été acquis par le Victoria and Albert Museum en 1865. Ses peintures sœurs, La Découverte de la Vraie Croix et Sainte Hélène testant la Vraie Croix, sont conservées dans des galeries aux États-Uniss.

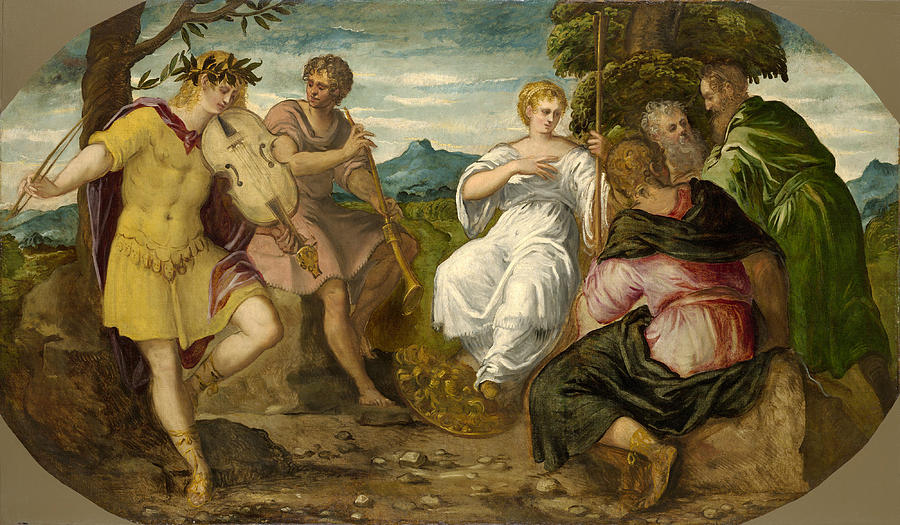
Apollon et Marsyas (peinture de plafond), 1545, Wadsworth Atheneum, Hartford.

À la fin de 1544, le poète Pierre l'Arétin (1492-1556) lui commande deux peintures mythologiques de plafond, dont une représentation d'Apollon et de Marsyas (Wadsworth Atheneum, Hartford),. Lorsque Le Tintoret termine en janvier 1545, le poète le remercie pour les tableaux « beaux et vivants », mais exprime aussi son étonnement et un peu d'agacement face à l'extraordinaire rapidité de Jacopo, dont il est à plusieurs reprises accusé tout au long de sa vie.

### Premiers succès
Dès le milieu des années 1540, Le Tintoret est à la tête d'un atelier à Venise et réalise des peintures d'Histoire et des portraits à destination des patriciens vénitiens ainsi que des commanditaires ecclésiastiques. Il est connu pour casser les prix de ses toiles afin de défier la concurrence des autres peintres vénitiens. Afin de satisfaire toutes les commandes, beaucoup de ses toiles sont en grande partie peintes par l'atelier, ce qui a pour effet une qualité moindre et explique les problèmes d'attribution d'un certain nombre de ses tableaux, où il est parfois difficile de mesurer le degré d'intervention du maître.
On pense que le Tintoret sollicite un contrat avec la Scuola Grande di San Marco, l'une des plus importantes confréries de Venise, en 1542, lors de la commande de la décoration de la salle capitulaire :  les décorateurs, qui auraient mis moins de temps à achever les travaux demandés auraient été préférés à l'artiste.
En 1547, Le Tintoret installe son atelier et sa résidence, dans le sestiere de Cannaregio, dans une maison près de l'église de la Madonna dell'Orto, qui est toujours debout, donnant sur la Fondamenta de Mori,. Il commence à travailler à des décors pour l'église avec laquelle il entretient une coopération intensive, et entame une collaboration avec les chanoines de San Giorgio in Alga, responsables de l'église, qui ont l'intention de la rénover. Il réalise ainsi diverses œuvres, allant de la décoration de l'orgue avec la Présentation de la Vierge au Temple à la Chapelle des Contarini, achevée en 1563. Il collabore également avec les frères Cristoforo et Stefano Rosa, qui réalisent le plafond en bois en trompe-l'œil, dans lequel le Tintoret insère des peintures représentant des épisodes de l'Ancien Testament et, dans le claire-voie, douze niches contenant des portraits de prophètes et de sibylles, référence à la chapelle Sixtine de Michel-Ange. La plupart de ces œuvres ont été perdues lors de la restauration néogothique du XIXe siècle. Pour obtenir cette commission, le Tintoret demande une rémunération qui peut à peine couvrir les frais de matériaux : il est cependant probable qu'une compensation ultérieure lui soit venue de la famille Grimani, qui possède une chapelle à l'intérieur de l'église .
La Cène de 1547 pour l'église San Marcuola est considérée comme l'un de ses premiers chefs-d'œuvre. Elle correspond formellement encore à la tradition avec le panneau positionné verticalement, mais l'image est également caractérisée par l'excitation dramatique des disciples après que Jésus leur ait révélé que l'un d'eux le trahira. Le Tintoret peint ensuite  plusieurs autres tableaux de la Cène, dont trois pour les églises vénitiennes de San Trovaso, San Polo et San Giorgio Maggiore. Sa grande inventivité se manifeste dans le fait que chacune de ces Cènes est assez distincte et individuelle, mais dans toutes les versions ultérieures, il place la table en travers de la pièce, utilisant ainsi la dynamique d'une perspective oblique,.
En 1547, Marco Episcopi, père de la fiancée du Tintoret, est nommé guardian da matin ce qui facilite une commission favorable pour Jacopo. Episcopi est le fils de Pietro, pharmacien à Campo Santo Stefano, qui a des propriétés louées à des teinturiers de soies et de velours : pour cela, ou pour le simple fait qu'en tant que pharmacien, il fait également le commerce de pigments, on suppose qu'il a des contacts avec Battista Robusti.

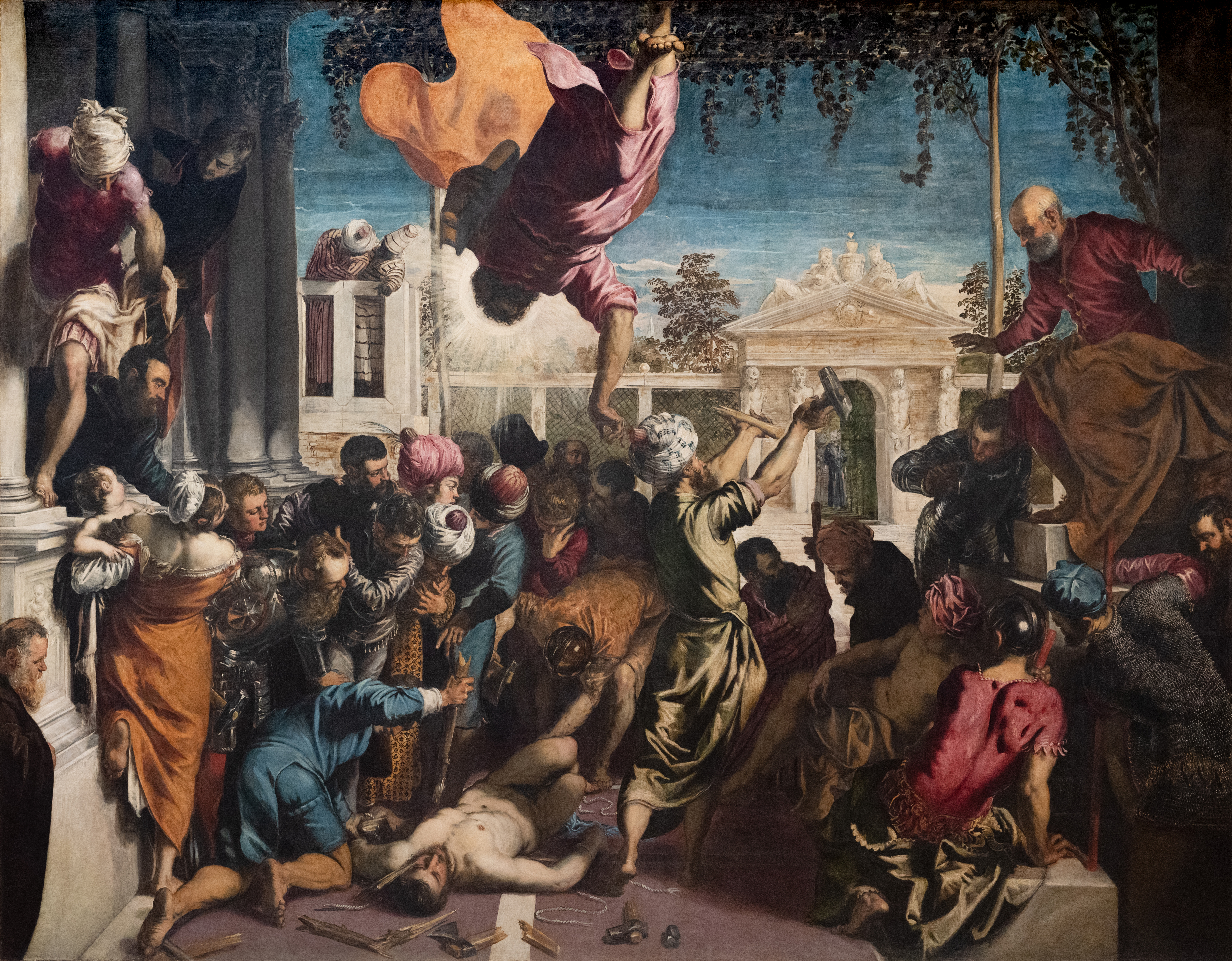
Miracle de l'esclave (1548).

En 1548, le Tintoret est chargé de peindre une grande décoration pour la Scuola Grande di San Marco le Miracle de l'esclave (aujourd'hui à la Galerie de l'Académie de Venise). Réalisant que la commande lui offre une occasion unique de s'imposer comme un artiste majeur, il prend grand soin à organiser la composition pour un effet maximal. Le tableau  raconte une vieille légende d'un esclave germanique converti au christianisme qui doit être torturé en punition de certains actes de dévotion envers l'évangéliste, mais qui est sauvé par l'intervention miraculeuse de saint Marc, qui détruit les outils briseurs d'os et aveuglants qui sont sur le point d'être utilisés. La conception du récit de Tintoret se distingue par une théâtralité marquée, des choix de couleurs inhabituels et une exécution vigoureuse. Fait inhabituel, Jacopo a peint saint Marc, le grand saint patron de Venise, « debout » (en fait volant) à l'envers. Cela est  ressenti par certains contemporains comme scandaleux. D'autres détails, tels que les raccourcis des bras et des corps, les vues en perspective audacieuses, l'excitation dramatique des personnages, qui dans leur plasticité trahissent l'étude de Michel-Ange, semblent tous délibérément conçus pour attirer l'attention. L'intérêt pour le travail du jeune peintre talentueux aux idées inhabituelles commence maintenant à croître. Dans une lettre datée d'avril 1548, l'Arétin fait expressément l'éloge de ce travail. Même Giorgio Vasari, qui n'aime pas particulièrement la peinture du Tintoret, loue plus tard le « charme extraordinaire » du Miracle de l'esclave et le « magnifique raccourci ».
En avril 1548, la toile est placée sur le mur faisant face au Campo Santi Giovanni e Paolo. Le tableau connait un succès triomphal, malgré quelques détracteurs, et installe Tintoret comme le peintre le plus en vue de Venise après Titien. Son ami et ami du Titien Pierre l'Arétin, fait l'éloge de l'œuvre, attirant une attention particulière sur la figure de l'esclave, mais met en garde le Tintoret contre une exécution précipitée. À la suite du succès de la peinture, le Tintoret reçoit de nombreuses commandes. Pour l'église Saint-Roch de Venise, il peint Saint Roch guérissant les pestiférés (1549), l'un des premiers de ses nombreux laterali (peintures horizontales), peintures à grande échelle destinées aux parois latérales des chapelles vénitiennes. Sachant que la congrégation les verrait sous un angle, Tintoret compose les peintures avec une perspective décentrée afin que l'illusion de profondeur soit efficace lorsqu'elle est vue d'un point de vue près de la fin de la peinture qui est plus proche des fidèles.
Preuve de ce succès, en 1551, Tintoret réalise ses premières commandes pour le gouvernement de Venise, en travaillant à des toiles au Palais des Camerlenghi, qui abrite la Trésorerie de la République vénitienne. Et en 1553, il travaille à des décors au palais des Doges, détruits dans l'incendie de 1577. À partir des années 1550, des artistes flamands assistent Tintoret dans son atelier.

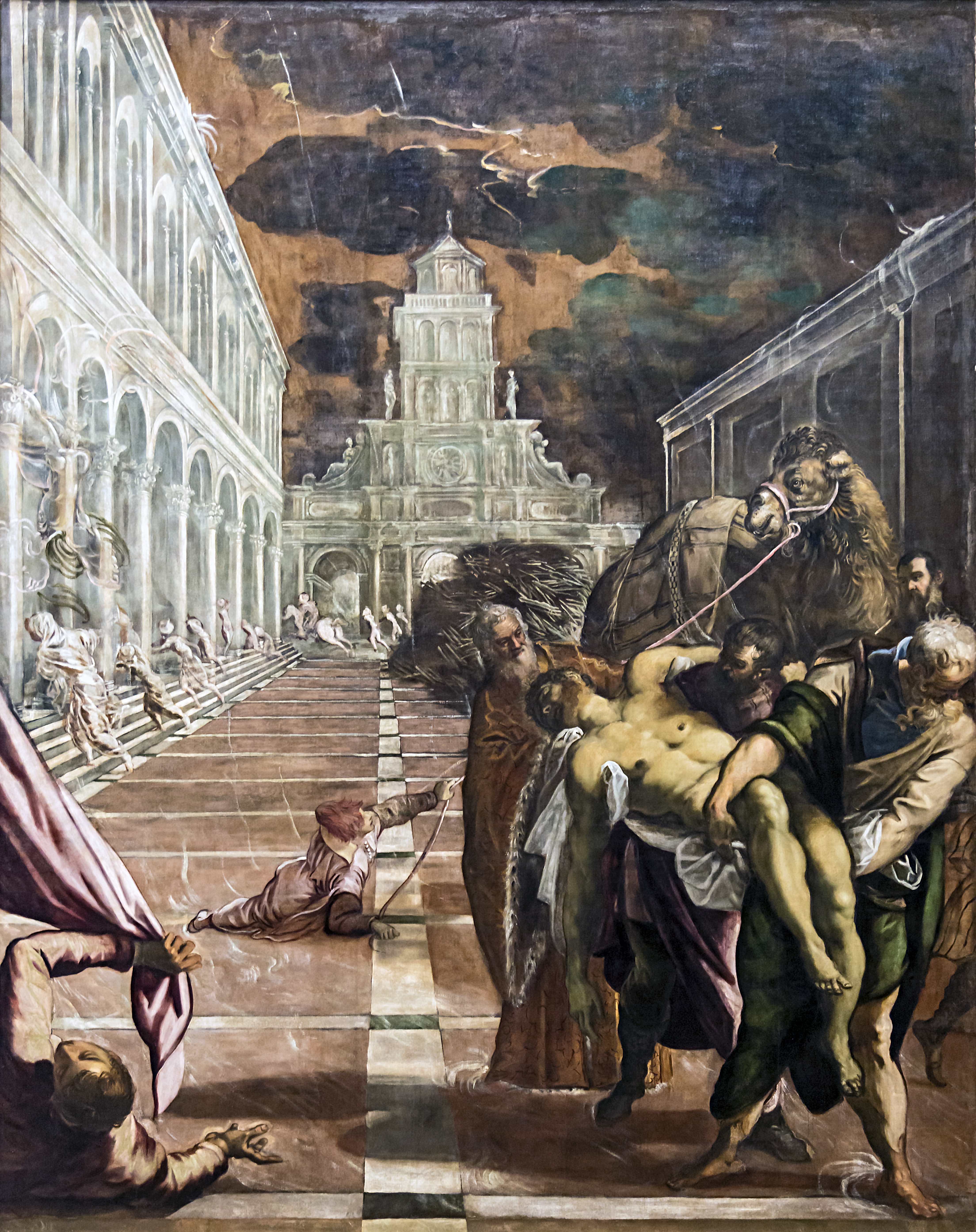
Le corps de saint Marc ramené à Venise (vers 1564).

Vers 1555, il peint l'Assomption de la Vierge, une huile sur toile pour l'église de Santa Maria dei Crociferi à Milan.
Vers 1560, Tintoret épouse Faustine de Vescovi, fille du noble vénitien Marco Episcopi, élu à la dignité de Guardian de la Scuola Grande di San Marco et secrétaire du procurateur Giulio Contarini. Elle semble avoir été une ménagère attentive, capable d'apaiser son mari. Ils ont huit enfants, dont trois fils (Domenico, Marco et Zuan Battista) et quatre filles (Gierolima, Lucrezia, Ottavia et Laura) qui survivent jusqu'à l'âge adulte. Avant son mariage, le Tintoret a eu une fille, Marietta Robusti, enfant illégitime d'une relation avec une Allemande. Marietta, comme ses demi-frères Domenico et Marco, est formée comme artiste par son père.
En 1551, Paul Véronèse arrive à Venise et commence rapidement à recevoir les commandes prestigieuses que convoite le Tintoret. Véronèse est un rival non seulement pour son habileté, mais aussi pour son jeune âge. Il réussit déjà à obtenir une commande pour le palais des Doges en 1553. C'est à cette époque que le Tintoret se consacre à des commandes exigeantes, en particulier des cycles décoratifs pour les églises, les écoles et le palais des Doges : dans ces œuvres, l'artiste « plonge dans la composante dynamique des compositions », recourant à des aperçus et des perspectives qui renforcent le dynamisme des scènes illustrées. Ne voulant pas être éclipsé par son nouveau rival, Tintoret approche les dirigeants de son église de quartier, l' église de la Madonna dell'Orto, avec une proposition de peindre pour eux deux toiles colossales pour leur seul coût. Il reprend un sujet qui avait déjà été peint par Titien, mais à la place de la composition classiquement équilibrée de Titien se trouve un drame visuel surprenant de personnages disposés sur un escalier en retrait. Le Tintoret entend désormais faire sensation en peignant pour la Madonna dell'Orto les deux plus hautes toiles jamais peintes à la Renaissance. Représentant L'Adoration du veau d'or et Le Jugement dernier, les peintures de 14,5 mètres (47,6 pieds) de haut (toutes deux vers 1559-1560) pour l'abside de l'église, sont largement admirées. Pour le Jugement, il s'est sans doute inspiré de la Gloire de Titien et du Jugement dernier de Michel-Ange. Dans le Jugement dernier, il peint vides les bols de la balance des âmes tenue par l'archange Michel, dans laquelle les âmes des défunts sont généralement pesées. Une interprétation possible est que ce n'est pas le poids de l'action humaine qui rachète l'homme, mais la grâce divine seule : Sola gratia, sola fide, sola scriptura (« La grâce seule, la foi seule, l'Écriture seule »). Il acquiert une réputation pour sa capacité à réaliser les projets les plus massifs sur une durée et pour un budget limités. Par la suite, il a l'habitude de rivaliser avec les peintres rivaux en produisant rapidement des tableaux à faible coût.
Les Histoires de la Genèse, créées pour la Scuola della Trinità au début des années 1550, trouvent un support important pour les personnages dans le paysage, un thème inhabituel pour le Tintoret, qui s'en sert pour mettre en valeur et accompagner le récit, même s'il est incapable d'obtenir la même force que celle que l'on peut voir chez Giorgione ou Titien. La Lamentation sur le corps du Christ, aujourd'hui au Museo civico Amedeo Lia de La Spezia, date de 1555-1556, influencée par l'œuvre de Paul Véronèse. Les innovations paysagères sont condensées dans Suzanne et les Vieillards de 1557 : ici la nature qui entoure la scène ponctue la narration, ramenant l'œil de l'observateur, sans doute attiré par la nudité éclatante de Suzanne, vers les deux vieillards lubriques, jusqu'au jardin de le fond, un Éden inaccessible.
Le peintre obtient une importante commande pour l'Albergo della Scuola della Trinità, une confrérie mineure dont le bâtiment est situé à l'emplacement actuel de la basilique Santa Maria della Salute. Dans un premier temps, la commission est confiée à Francesco Torbido : la raison de la résiliation du contrat n'est pas connue, mais on peut supposer que le Tintoret est préféré à la suite d'une offre plus avantageuse. Entre 1551 et 1552, il peint un cycle de tableaux inspirés des récits du Livre de la Genèse, dont la Création des animaux, le Péché originel et Caïn et Abel :  il s'inspire d'œuvres d'artistes contemporains, comme Titien et son collaborateur Girolamo Tessari, ou du passé de Venise, comme Vittore Carpaccio et ses Histoires de sainte Ursule dans la conception des compositions. La peinture du Péché originel influencera plus tard Giambattista Tiepolo.
Dans les toiles qu'il peint pour la Scuole Grandi de Venise, le Tintoret crée des tableaux qui ressemblent à de grandes scènes dans lesquelles se matérialisent des épisodes miraculeux dans lesquels dominent les gestes dramatiques des personnages, les contrastes forts et anti-naturalistes entre la lumière et l'obscurité, qui soulignent aussi le caractère exceptionnel de l'événement représenté.
En 1554, le Tintoret dissout un partenariat d'atelier avec Giovanni Galizzi qui était en place depuis de nombreuses années. Désormais, il cherche ses propres assistants, parmi lesquels Antonio Aliense, Andrea Vicentino, et les Néerlandais Paolo Fiammingo, Maarten de Vos et Lodewijk Toeput.

### Années de la gloire, laScuola Grande di San Rocco

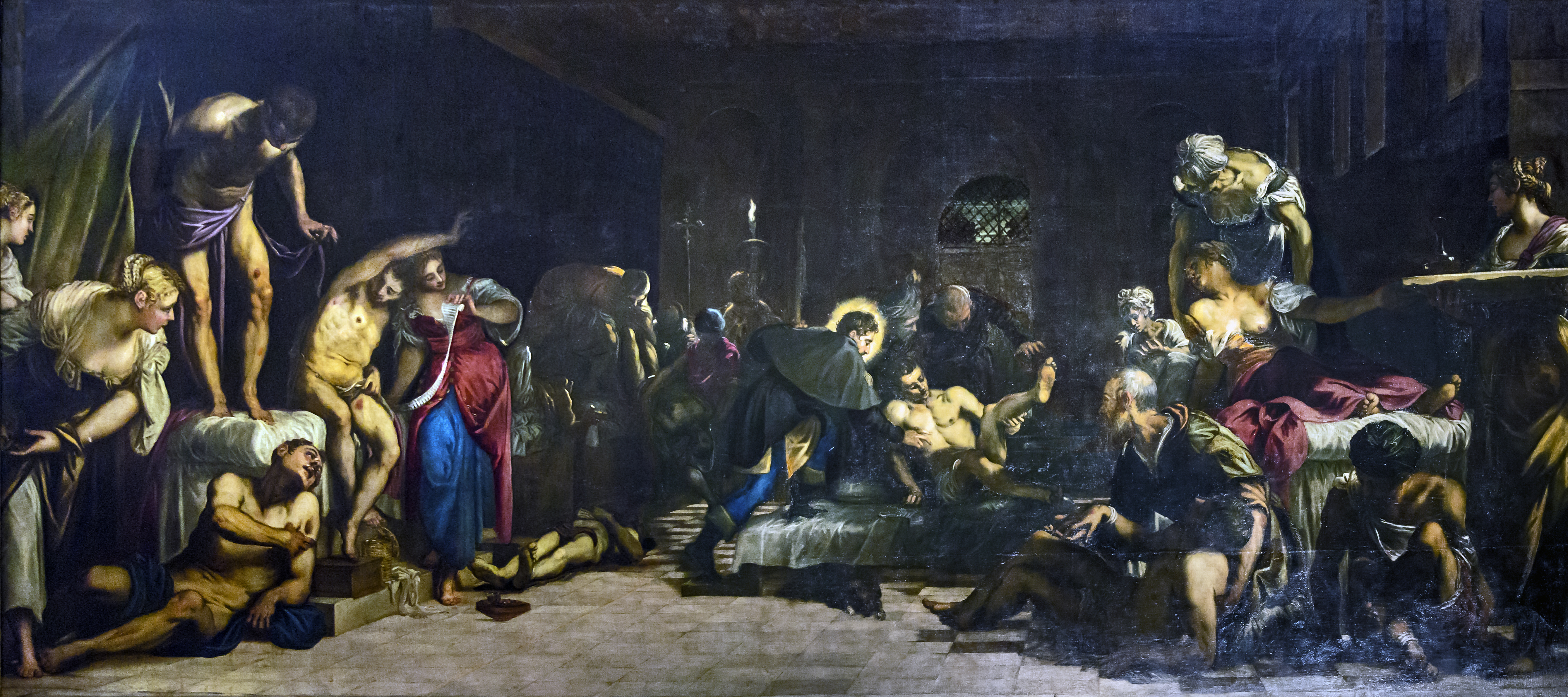
San Rocco guérit les pestiférés, Scuola Grande di San Rocco, 1549.

Fondée en 1478, la Scuola Grande di San Rocco peut déjà en 1489 se prévaloir du titre de « Grande » : comme les autres « Écoles », elle a pour but d'offrir à ses membres « une sépulture honorable », une assistance en cas de maladie, des cadeaux pour les filles, des abris pour les veuves. Les Écoles rivalisent non seulement d'œuvres pieuses, mais aussi de magnificence des décorations : Tintoret aspire à devenir l'artiste « officiel » de la Scuola Grande di San Rocco déjà à l'aube de sa carrière. Lorsque les premières œuvres de l'École sont commandées en 1542, des décorateurs sont choisis, comme dans le cas de la Scuola Grande di San Marco : sept ans plus tard, enfin, le Tintoret se voit confier sa première commande, San Rocco guérit les pestiférés, pour l'église attenante à l'École.
Pour la commande suivante, le peintre doit attendre un peu plus longtemps : en effet, Titien, jaloux de son succès, réapparait comme membre de l'École et propose d'exécuter des travaux pour l'établissement. Ceci se termine par une impasse. En 1559, Tintoret, reçoit une nouvelle commande, l'exécution des portes du cabinet qui contientt l'argenterie sacrée de San Rocco. 
Entre 1562 et 1566, Tintoret exécute trois toiles commandés par le médecin et philosophe Tommaso Rangone (qui se trouvent actuellement à l'Académia (Venise) et à la pinacothèque de Brera à Milan), pour la salle capitulaire de la Scuola Grande di San Marco pour laquelle il a déjà peint Le Miracle de l'Esclave en 1548 : deux de ces nouvelles toiles, La Découverte du corps de saint Marc et L'Enlèvement du corps de saint Marc, comptent parmi ses réalisations les plus importantes, montrant toute l'originalité de son approche : elles s'organisent autour de deux perspectives vertigineuses qui exacerbent l'aspect dramatique de la scène, renforcé par l'emploi de couleurs irréelles et d'un clair-obscur appuyé qui confèrent à l'ensemble un aspect presque fantasmagorique. Ces peintures sont payées par le « grand gardien de l'école » de l'époque, Tommaso Rangone : elles sont vraisemblablement  achevées en 1566, date à laquelle Vasari note qu'il les a vues. À ces toiles, s'ajoutent des peintures murales, représentant les sept vices et les sept vertus, dont il ne reste cependant aucune trace.

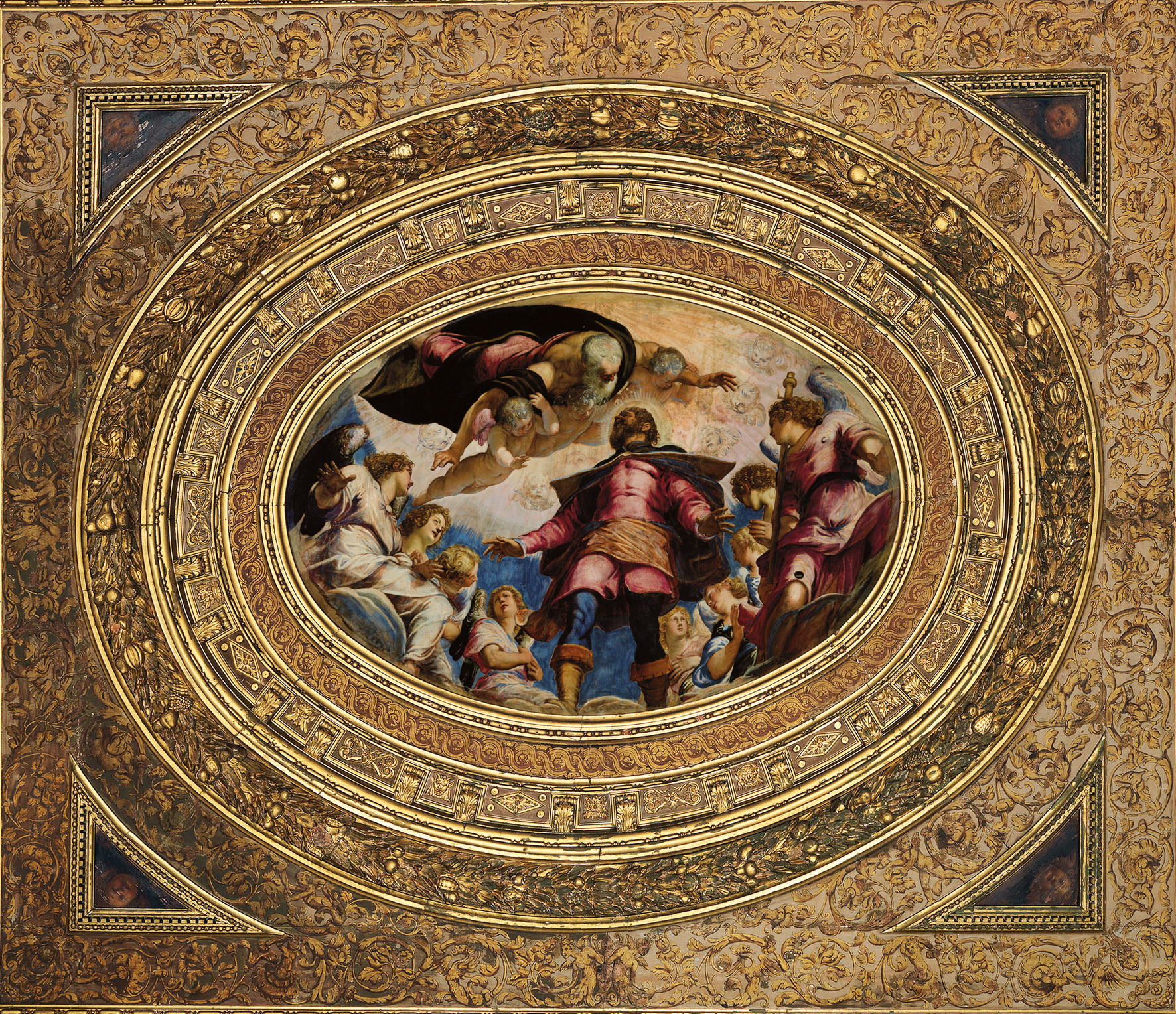
San Rocco in Gloria, 1564.

Cependant, les œuvres les plus connues de Tintoretto sont une vaste série de peintures de scènes de la vie de Jésus, de la Vierge Marie et de la vie de Moïse pour la Scuola Grande de San Rocco, dont il est nommé décorateur officiel en 1564 après avoir remporté un concours public auxquels quatre finalistes - Le Tintoret, Federico Zuccari, Giuseppe Porta et Paul Véronèse - sont invités par la Scuola à soumettre des modelli d'une peinture au plafond sur le thème de Saint Roch en Gloire destinée à décorer la salle appelée la Sala dell'Albergo. Les documents montrent qu'un des membres de la confrérie, Mara Zuan Zignoni, est prêt à payer 15 ducats pour que la commission ne soit pas attribuée au Tintoret : cela indique que son nom est déjà envisagé pour la commission. Vasari raconte que pour s'attribuer ce marché, Tintoret, au lieu de fournir des esquisses au jury comme le veut le règlement, soumet une grande toile parfaitement achevée qu'il a secrètement installée au plafond et qu'il présente comme un « fait accompli » le jour du concours. Il annonce alors qu'il offre le tableau en cadeau, peut-être conscient qu'un règlement de la fondation interdit le rejet de tout cadeau. Ce subterfuge est qualifié d'« incident le plus notoire de la carrière du Tintoret ». Avec son offre résolument avantageuse, l'artiste réussit à obtenir la mission tant désirée, tout en suscitant « sensation et mécontentement ». Le peintre travaille pendant près de vingt-cinq ans pour réaliser le décor complet de la Scuola, entre 1565 et 1567, puis de 1575 à 1588, tout en se consacrant à d'autres commandes.
Le 11 mars de l'année suivante, avec 85 voix pour et 19 contre, le Tintoret est nommé membre de l'École : parallèlement à son élection, il est chargé de réaliser un cycle de peintures pour les murs de la sala dell'Albergo, qui aurait dû représenter la Passion du Christ. Plutôt que de commencer dans l'ordre chronologique, donc par le Christ devant Pilate, le Tintoret préfère accomplir d'abord La Crucifixion, richement émouvante de 12 m de large, pour laquelle une somme de 250 ducats est versée. C'est l'une de ses œuvres les plus admirées qui  a été diffusée à travers de nombreux écrits et gravures (entre autres par Agostino Carracci). L'année suivante la décoration de la salle est terminée et l'artiste se tourne de nouveau vers l'église du saint. Il se lance alors dans la peinture de toute la Scuola et de l'église Saint-Roch de Venise adjacente. Peu de temps après, il devient membre de la Confrérie Rochus. 
Il a la possibilité de conclure le cycle, pensé pour se composer de quatre toiles, parmi lesquelles celle qui se démarque le plus est San Rocco en prison (1567). En 1575, la restauration du plafond de la Grande Salle est achevée et le feu vert est donné à l'exécution des peintures, déjà prévue depuis un certain temps par le Tintoret : à l'été de la même année, Venise est dévastée par la peste. Peut-être pour s'assurer la clémence du Saint, protecteur des pestiférés, envers lui-même et sa famille, en 1576, il présente gratuitement un autre tableau central, celui du plafond de la grande salle, représentant la Peste des serpents ; l'année suivante, à l'occasion de la fête du Saint, la toile est inaugurée. Quelques jours plus tard seulement, la nouvelle de la mort de Titien et de son fils Horace arrive.
L'année suivante, il complète ce plafond avec des tableaux de la Fête pascale et de Moïse frappant le rocher. Dans ces œuvres de dimensions impressionnantes, le Tintoret réalise des compositions aux « espaces vertigineux et dynamiques » et aux « torsions exacerbées » où domine « un clair-obscur fantomatique et dramatique ». Le Tintoret s'inspire de l'oraison que le doge a tenu à Saint Marc, comme une demande de salut et d'encouragement à la population restante : Alvise Ier Mocenigo a rappelé les épisodes bibliques de la manne et de l'eau que fait jaillir Moïse, que l'artiste représente sur les deux grandes toiles. Il demande pour ce travail une compensation  uniquement pour les dépenses des matériaux utilisés, et il offre de le faire également pour les travaux ultérieurs : il demande à la Scuola comme seule compensation un paiement de 100 ducats par an, de la Confrérie Rochus, ce qui est encore nettement moins cher que s'il avait fait payer chaque peinture individuellement,, et une somme nettement inférieure à celle reçue, par exemple, par son collègue Titien lorsqu'il était au service de la maison de Habsbourg, trois tableaux étant dus chaque année. Cette proposition est acceptée et est partiellement réalisée, la mort du peintre empêchant seule l'exécution de quelques-uns des plafonds. La somme totale payée pour la Scuola est de 2 447 ducats. Cette demande s'explique par la grande dévotion de l'artiste envers le saint, à qui il se sent redevable d'avoir sauvé sa famille lors de la terrible peste.
Le Tintoret travaille à la salle capitulaire jusqu'en 1581, illustrant des scènes de l'Ancien Testament pour le plafond et du Nouveau Testament pour les murs. L'année suivante, il commence à peindre pour le Cénacle, avec des tableaux inspirés de la vie de Marie et de Jésus. Il tapisse trois salles avec plus de cinquante toiles : la salle du rez-de-chaussée, la Grande Salle située à l'étage, longue de quarante-quatre mètres, et la Salle de l'Albergo.
Sans tenir compte de quelques représentations mineures, la scuola et l'église contiennent cinquante-deux peintures mémorables, qui peuvent être décrites comme de vastes esquisses suggestives, avec la maîtrise, mais pas la précision délibérée des images finies, et adaptées pour être regardées dans un demi-jour sombre et léger. Adam et Eve, la Visitation, l'Adoration des Mages, le Massacre des Innocents, l'Agonie dans le Jardin, le Christ devant Pilate, le Christ portant sa croix et (le seul ayant été gâché par la restauration) l'Assomption de la Vierge, sont des exemples de premier plan dans la Scuola, et dans l'église, le Christ guérissant le paralytique.

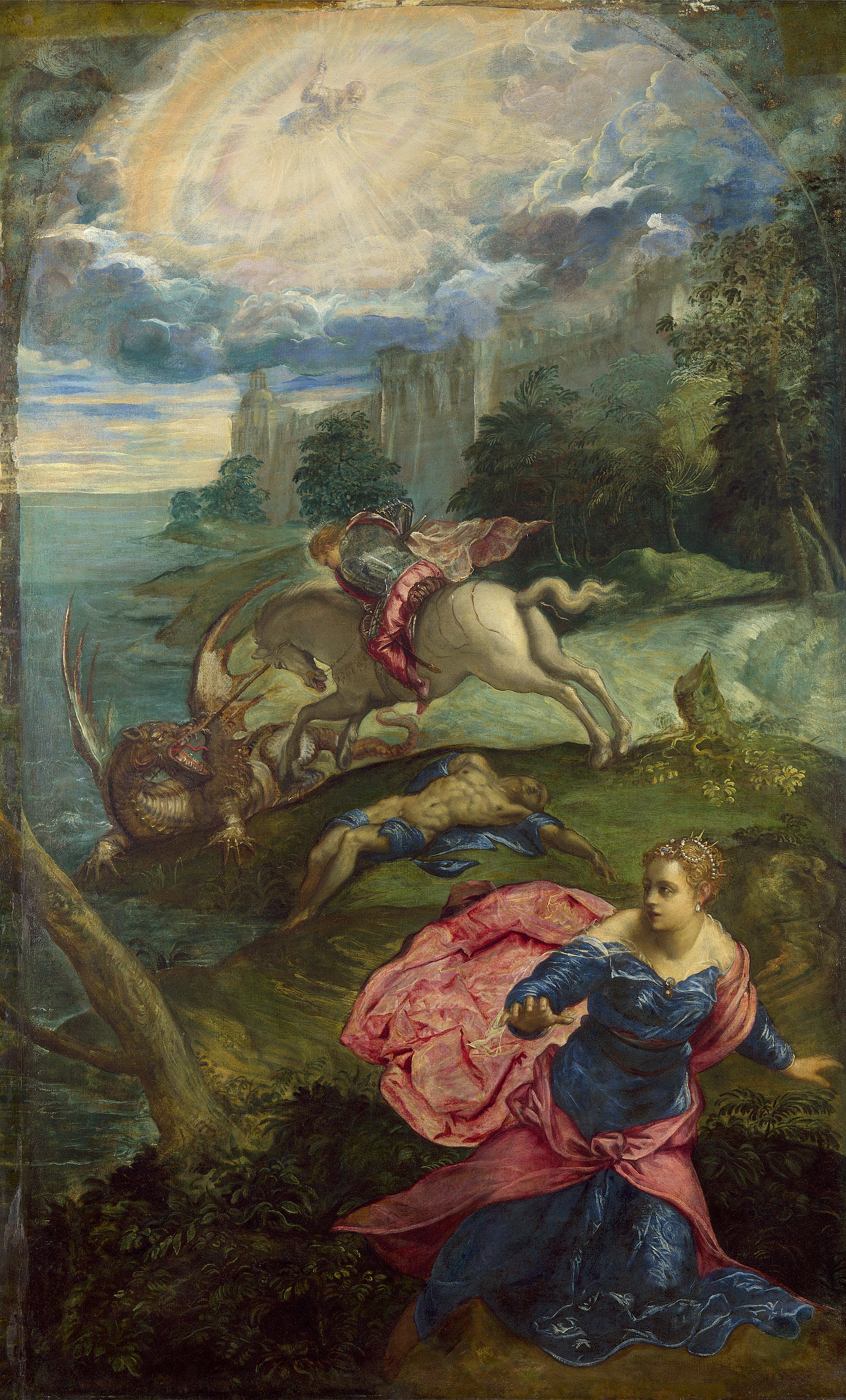
Saint Georges et le dragon, vers 1560, Londres, National Gallery

Le développement de techniques de peinture rapides appelées prestezza lui permet de produire de nombreuses œuvres tout en étant engagé sur de grands projets et de répondre aux demandes croissantes des clients. Ceci, et son utilisation d'assistants, lui permettent finalement de produire un plus grand nombre de peintures pour l'État vénitien que n'importe lequel de ses concurrents. À la mort de Titien en 1576, il est le plus célèbre peintre de Venise, aux côtés de son rival, Véronèse.
C'est probablement en 1560, année où il commence à travailler à la Scuola di San Rocco, que le Tintoret commence ses nombreuses peintures au palais des Doges ; il y exécute ensuite un portrait du doge Girolamo Priuli. D'autres œuvres (détruites par un incendie dans le palais en 1577) suivent : l'excommunication de Frédéric Barberousse par le pape Alexandre III et la Victoire de Lépante.
Le 6 mars 1566, il est nommé membre de la prestigieuse Académie du dessin de Florence, à la demande de Vasari, sous la protection de Cosme Ier de Toscane, qui réunit les artistes les plus importants de l'époque.
Une fois de plus, il se voit confier une importante commande d'une Scuola, celle du Saint-Sacrement, dont Christino de 'Gozi est le Gardien : il s'agit de l'exécution de deux toiles pour l'église San Cassiano, représentant la Descente dans Les Limbes et la Crucifixion .
Les noces de Cana pour les Crociferi (1561; maintenant à la basilique Santa Maria della Salute) et des retables pour les églises vénitiennes de San Trovaso et San Severo (Crucifixion, aujourd'hui à l'Academia de Venise) sont d'autres œuvres importantes des années 1560.

### Portraits

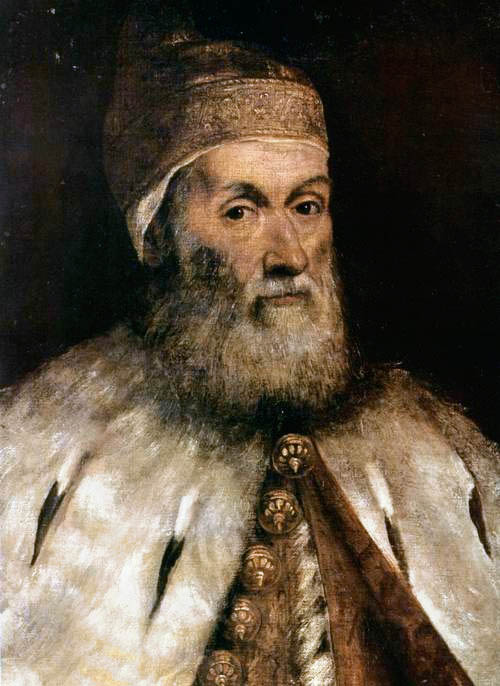
Portrait de Girolamo Priuli, vers 1559, Détroit Institute of arts.

Le Tintoret est un portraitiste recherché et, selon Ridolfi, parmi les premières œuvres qu'il expose publiquement figurent un autoportrait et un portrait nocturne de son frère jouant de la lyre, qui auraient tous deux suscité une grande admiration,. À l'époque de son Miracle de l'esclave, à la fin des années 1540, il est autorisé à représenter le doge Francesco Donà. Un peu plus tard, il reçoit ses premières grandes commandes officielles de la république de Venise, vers 1551 pour les Procuraties et 1553 pour le tableau de L'Excommunication de Frédéric Barberousse par le pape Alexandre III dans le palais des Doges, qui est détruit dans le grand incendie de 1577,. Avec l'élection de Girolamo Priuli comme doge en 1559, le Tintoret devient le portraitiste officiel de la « Sérénissime », succédant à Titien.
Les portraits constituent l'une des principales sources de revenus de l'atelier du Tintoret, malgré la grande concurrence qu'il doit affronter à Venise, notamment celle du Titien : il semble que dans ce secteur particulier, l'artiste est aidé par ses enfants Marietta et Domenico, et que l'habileté de sa fille est bien connue à l'époque. Le portrait est un excellent moyen de se faire connaître en haut lieu et ainsi d'accéder à des postes importants.
Le temps d'exécution est fondamental pour un portrait : souvent le sujet ne peut pas se permettre de longues séances, à la fois parce qu'elles sont fatigantes et parce qu'il ne peut pas trop s'éloigner de ses affaires. Pour cette raison, il est d'usage de réaliser une série d'études rapides d'après nature, qui sont ensuite retravaillées pour le tableau proprement dit : ces études peuvent aussi être conservées et réutilisées à d'autres occasions, comme dans le cas de portraits de souverains en plusieurs versions.
Girolamo Priuli, devenu doge en 1559, confie au Tintoret l'exécution de son portrait : Andrea Calmo, un ami de l'artiste, rapporte que l'œuvre est achevée en une demi-heure. Le Tintoret a en effet préparé la toile ; la pose est déjà esquissée, puisque les portraits de doges ont un motif spécifique ; la finition et le drapé des vêtements sont ensuite réalisés dans l'atelier du peintre, à l'aide de mannequins et de tissus.
Dans le cas où un portrait doit  être inséré dans une grande œuvre, comme une peinture votive, le Tintoret a l'habitude de l'exécuter sur une toile tendue sur un cadre temporaire, puis de le faire coudre directement sur la plus grande toile.
Outre les personnalités éminentes de la Venise contemporaine, telles que les nobles et les hommes politiques, parmi les portraits réalisés, il y a aussi ceux de certaines des courtisanes les plus célèbres de l'époque : parmi celles-ci, Veronica Franco, une femme cultivée et éduquée qui se plait à la poésie, fréquente les maisons nobles comme celle des Venier et entre même dans les bonnes grâces d'Henri III. Le Tintoret représente également  les courtisanes comme des héroïnes de la mythologie, telles que Léda, Danaé ou Flore. Dans les portraits de ces jeunes filles, on peut reconnaître le « métier » de courtisane grâce aux attributs typiques qu'elles possèdent : bijoux précieux, colliers de perles, peignes décorés ou miroirs.

### Maturité, reconstruction du palais ducal
Au milieu du siècle, Titien et Bonifazio Veronese étant morts, les deux grands noms de la scène artistique vénitienne sont ceux du Tintoret et de Paul Véronèse : malgré le fait que la République se dirige vers le déclin en raison de la réduction de son importance dans les routes commerciales depuis la découverte de l'Amérique, les défaites contre les Turcs et la Ligue de Cambrai, les demandes d'œuvres d'art se poursuivent, grâce à la poussée de la Contre-Réforme et au renouvellement conséquent des édifices religieux.
Giulio Carlo Argan écrit : « La république vénitienne est le seul État italien dans lequel l'idéal religieux s'identifie à l'idéal civil, et cet idéal se reflète également, bien qu'avec des accents différents, dans la peinture des deux maîtres. De la Venise du XVIe siècle, le Tintoret exprime la conscience du devoir et de la responsabilité civile, l'esprit profondément chrétien qui l'a conduite à la guerre contre les Turcs et au triomphe dramatique de Lépante ; Véronèse, en revanche, est l'interprète de l'ouverture intellectuelle et du mode de vie civil qui font de la société vénitienne (...) la société la plus libre et la plus avancée culturellement. Le sentiment du devoir et celui de la liberté ont une source commune, l'idéal humaniste de la dignité humaine ; et comme cela n'est ressenti, dans l'art de l'époque, que par les maîtres vénitiens (par Palladio en tant qu'architecte non moins que par les peintres), il est expliqué comment leur travail se conserve et se transmet au siècle suivant (aux Caravage, Carracci, Bernin et Borromini) le grand héritage de la culture humaniste » (c'est-à-dire de l'humanisme de la Renaissance). Plus loin, Argan écrit que dans Le Tintoret « la nature est une vision fantastique troublée presque obsessionnelle ; [...] l'histoire est un tourment spirituel, une tragédie ». « Les visions du Tintoret ne sont pas extatiques, contemplatives, apaisantes mais, au contraire, agitées, dramatiques, tourmentées. Elles n'apaisent pas, elles intensifient le pathétique de l'existence jusqu'au paroxysme. »
Déjà en 1566, le Tintoret a travaillé pour le palais des Doges, avec cinq toiles installées dans la Saletta degli Inquisitori : Borghini les nomme Allégorie du Silence et Vertus. Dans la même période, après de nombreuses commandes pour les instituts religieux, il reçoit également une importante commande de l'État : une grande toile représentant le Jugement dernier pour la Sala dello Scrutinio, que Ridolfi décrit comme étant « telle la raison, qui a causé cette peinture, qui terrifiait les âmes à la voir ». Parallèlement à cela, il a également réalisé la reconstitution de la bataille de Lépante, pour le Doge Alvise Ier Mocenigo : les deux toiles sont détruites dans l'incendie de 1577, qui dévaste le palais des Doges un an seulement après la grave peste qui a décimé la population.
L'atelier de l'artiste participe également à la décoration de la Biblioteca Marciana, confiée à des maîtres tels que Véronèse, Giuseppe Porta, Andrea Schiavone : Tintoret se voit confier l'exécution des cinq toiles des Philosophes, même si les critiques contemporains rapportent onze, voire douze toiles. Le fait qu'en 1568 il soit chargé de concevoir des mosaïques pour la basilique Saint-Marc montre à quel point il est désormais apprécié,. Le carton de la Présentation au Temple est fidèle à la mosaïque byzantine dans un « style délibérément archaïque » et les analogies avec La Circoncision créée par Domenico pour la Scuola de San Rocco fait remonter sa conception au fils de l'artiste.

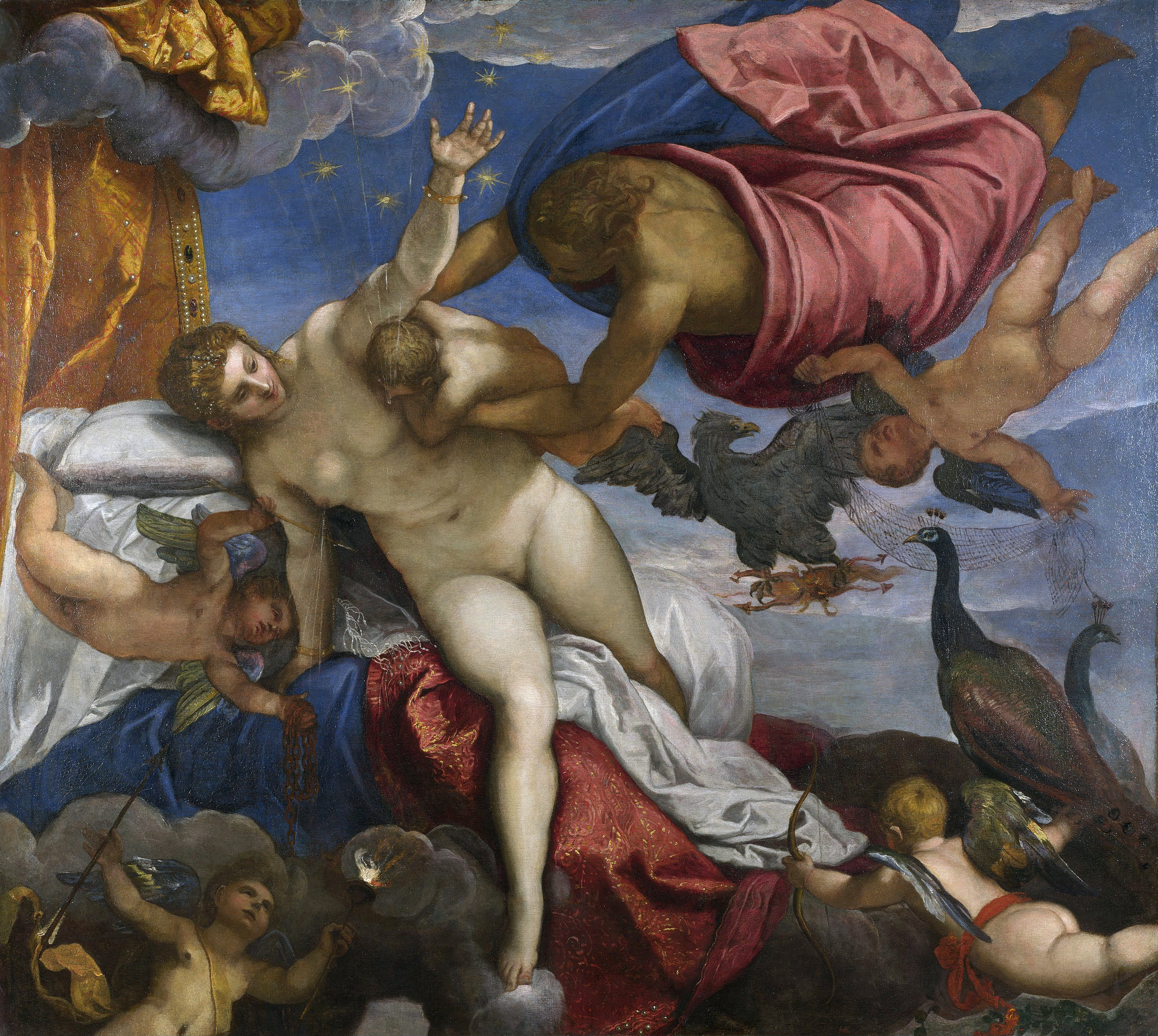
L'Origine de la Voie Lactée, 1575, National Gallery, Londres.

Après l'incendie de 1577, le Tintoret se remet au travail, avec Paul Véronèse comme collègue. Dans la Sala dell Anticollegio, il peint quatre chefs-d'œuvre, Bacchus avec Ariane couronnée par Vénus, les Trois Grâces et Mercure, Minerve rejetant Mars et la Forge de Vulcain, qui sont peints pour cinquante ducats chacun, hors matériaux, vers 1578 ; dans la salle du sénat, Venise, reine de la mer (1581-1584) ; dans la salle du collège, le Mariage de sainte Catherine à Jésus (1581-1584) ; dans l'Antichiesetta, Saint George, Saint Louis et la Princesse, et Saint Jérôme et Saint André ; dans la salle du grand conseil, neuf grandes compositions, principalement des scènes de guerre (1581-1584) ; dans la Sala dello Scrutinio, la Capture de Zara aux Hongrois en 1346 au milieu d'un ouragan de missiles (1584-1587),.
Après l'incendie, les autorités vénitiennes décident d'ouvrir un concours pour la réalisation d'une toile représentant le Paradis. Le Tintoret se porte candidat aux côtés des artistes vénitiens les plus importants tels que Palma le Jeune, Véronèse et Francesco Bassano le Jeune. Ce concours a lieu entre 1578 et 1582 et les lauréats sont Véronèse et Francesco Bassano. Un grand croquis de la composition que Tintoret a soumis en 1577 est maintenant au Musée du Louvre à Paris. En 1583, il peint une deuxième esquisse avec une composition différente, qui se trouve au Musée Thyssen-Bornemisza de Madrid. Pour des raisons inconnues, le travail ne se fait pas et un nouveau concours est organisé à la mort de Véronèse en 1588. C'est alors que le Tintoret obtient la commande, qu'il réalise in situ avec son fils et son atelier. L'immense tableau (7,45 × 24,65 mètres) constitue le couronnement de la vie du peintre, réputée pour être le plus grand tableau jamais réalisé sur toile et est encore aujourd'hui la plus grande peinture sur toile au monde,. Alors que la commission de cet énorme travail est encore en attente et non assignée, le Tintoret a coutume de dire aux sénateurs qu'il a prié Dieu qu'il puisse être mandaté pour cela, afin que le paradis lui-même puisse peut-être être sa récompense après la mort. Le Paradis est  réalisé en pièces, dans l'atelier de San Marziale, avec une grande contribution de l'atelier sur les centaines de figurines, et en particulier de Palma le Jeune et de son fils Domenico, qui s'occupe également de réunir les toiles sur site. Contrairement à l'esquisse initiale, qui voyait Marie couronnée comme protagoniste, le tableau est centré sur la figure du Christ pantocrator, « doge divin ». Alors qu'il était encore occupé avec la Scuola de San Rocco, le Tintoret accepte de travailler à la reconstruction du Palais des Doges, en commençant par le plafond de la Sala delle Quattro Porte, avec les fresques des compartiments conçues par Francesco Sansovino : les décorations sont basées sur le personnification de Venise et de ses domaines continentaux. Il installe sa toile dans la Scuola della Misericordia et travaille inlassablement à la tâche, faisant de nombreuses modifications et réalisant diverses têtes et costumes directement d'après nature. Lorsque le tableau est presque achevé, il le ramène à sa place, où il est complété en grande partie par des assistants, son fils Domenico étant le premier d'entre eux. On demande au Tintoret de donner son propre prix, mais il laisse cela aux autorités qui offrent une belle somme ; on dit qu'il en a retiré quelque chose, un incident peut-être plus révélateur de son manque de cupidité que les cas précédents où il travaillait pour rien du tout.Toute Venise applaudit l'œuvre achevée ; Ridolfi écrit qu'« il semblait à tout le monde que la béatitude céleste avait été révélée aux yeux des mortels ». Les historiens de l'art moderne ont été moins enthousiastes et ont généralement considéré le Paradis comme inférieur dans l'exécution aux deux esquisses. Il a souffert de négligence, mais peu de restauration.

Paradis.

En 1574, il achète une maison dans la Fondamenta dei Mori près de l'église San Marziale de Venise, où il vit jusqu'à sa mort : pour le maître-autel de l'église, l'artiste a déjà réalisé, entre 1548 et 1549, un retable représentant San Marziale entre les saints Pierre et Paul .
Entre 1578 et 1580, désormais internationalement établi, Tintoret se rend à Mantoue pour travailler au service du duc Guillaume de Mantoue. Toujours occupé avec des commandes pour le palais des Doges, en 1579, il réalise d'une série d'œuvres à placer dans palais ducal de Mantoue : c'est un cycle composé de huit grandes toiles - les soi-disant « Fastes des Gonzague » (en italien : Fasti gonzagheschi ; aujourd'hui à l'Alte Pinakothek de Munich) - dépeignant des épisodes guerriers et courtois qui ont des marquis et des ducs de la Maison de Gonzague comme protagonistes. Il se compose de quatre tableaux des quatre marquis du duché de Mantoue, achevés en 1579, et de quatre autres tableaux des deux ducs Frédéric II de Mantoue et François III de Mantoue, achevés en mai 1580. Exceptionnellement, en septembre 1580, le Tintoret se rend en personne à Mantoue avec sa femme Faustine, hôtes de son frère Domenico, pour installer personnellement les quatre derniers de ces tableaux au palais Ducal. C’est son seul séjour clairement prouvé en dehors de Venise,. Lors de ce séjour, Le Tintoret décline l'offre qui lui est faite d'entrer au service de Guillaume de Mantoue comme peintre de cour et, sans pour cela mettre un terme à ses relations avec Mantoue, il préfère retourner à Venise
À cause de son immense popularité, Tintoretto doit souvent recourir à l’assistance de ses enfants, Domenico et Marietta Robusti, qui sont tous deux des artistes confirmés, très influencés par le style de leur père. Dans son atelier ont aussi travaillé Paolo Fiammingo, Lodewijk Toeput, Maarten de Vos et Antonio Vassilacchi.

### Mort

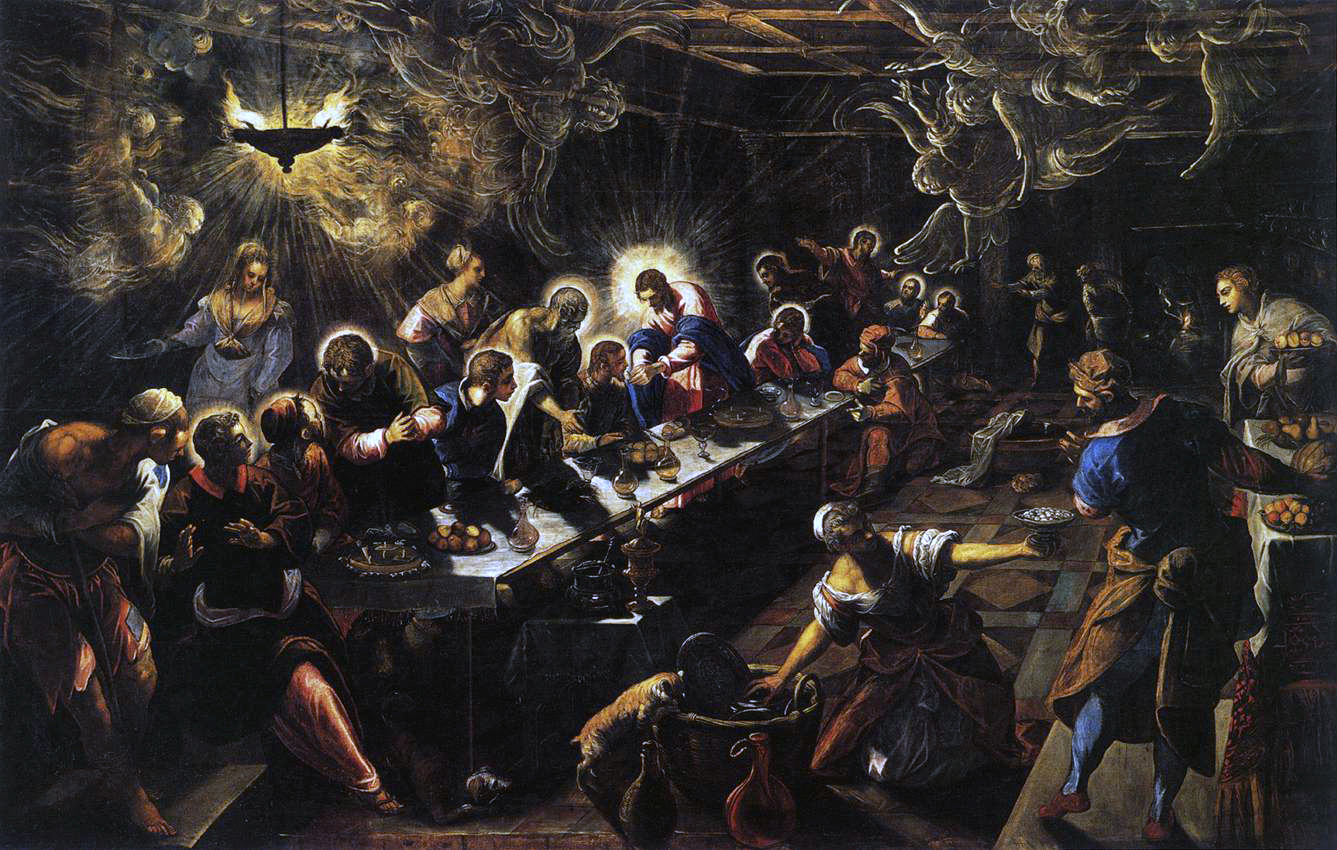
La Cène, 1592-1594, Venise, basilique San Giorgio Maggiore.

Après l'achèvement du Paradis, le Tintoret se repose pendant un certain temps, et il n'entreprend plus d'autre travail d'importance, bien qu'il n'y ait aucune raison de supposer que ses énergies auraient été épuisées s'il avait vécu un peu plus longtemps. En 1592, il devient membre de la Scuola dei Mercanti.
À plus de 70 ans, l'année de sa mort, le Tintoret a encore la force de se consacrer à deux grandes œuvres pour la basilique San Giorgio Maggiore de Venise, les Juifs dans le désert et la chute de la manne et une Cène. Toujours pour San Giorgio, il exécute la Déposition au sépulcre, qui peut être datée entre 1592, date de construction de la chapelle des morts, et 1594, date du paiement.
En 1594, il est pris de fortes douleurs à l'estomac, compliquées de fièvre, qui l'empêchent de dormir et presque de manger pendant quinze jours. Il meurt le 31 mai 1594, âgé de soixante-seize ans. Il est enterré, après trois jours, dans l'église de la Madonna dell'Orto, dans la crypte de la famille Episcopi, aux côtés de sa fille préférée Marietta, morte en 1590 à l'âge de trente ans. La tradition suggère que, alors qu'elle gisait dans son dernier repos, son père au cœur brisé a peint son dernier portrait. Selon ce qui a été rapporté par un cartographe contemporain et client, Ottavio Fabri, Tintoret après sa mort, par testament, resta allongé sur le sol pendant quarante heures, apparemment dans une tentative de ressusciter. Fabri écrit à son frère Tullio qui se trouvait à Constantinople : « Tentoretto Dominica est mort et selon son testament il a été gardé 40 heures au-dessus du sol, mais il n'est pas ressuscité ». Il convient également de noter que le 31 mai était un mardi et non un dimanche. À sa mort, il est le dernier grand peintre de la Renaissance à Venise, Véronèse étant mort en 1588.
Peu de temps avant sa mort, le 30 mars, Jacopo nomme son fils Domenico comme son successeur dans son testament. Après la mort également de Domenico et Marco Robusti, leur sœur Ottavia hérite de l'atelier en tant qu'héritière principale et, sur les instructions de ses frères, épouse le peintre d'origine allemande Sebastian Casser (1545), qui a été formé dans l'atelier du Tintoret
En 1866, la tombe des Vescovi - la famille de sa femme - et du Tintoret a été ouverte et les restes de neuf membres des familles communes y ont été retrouvés. La sépulture a ensuite été déplacée vers un nouvel emplacement, à droite du chœur.

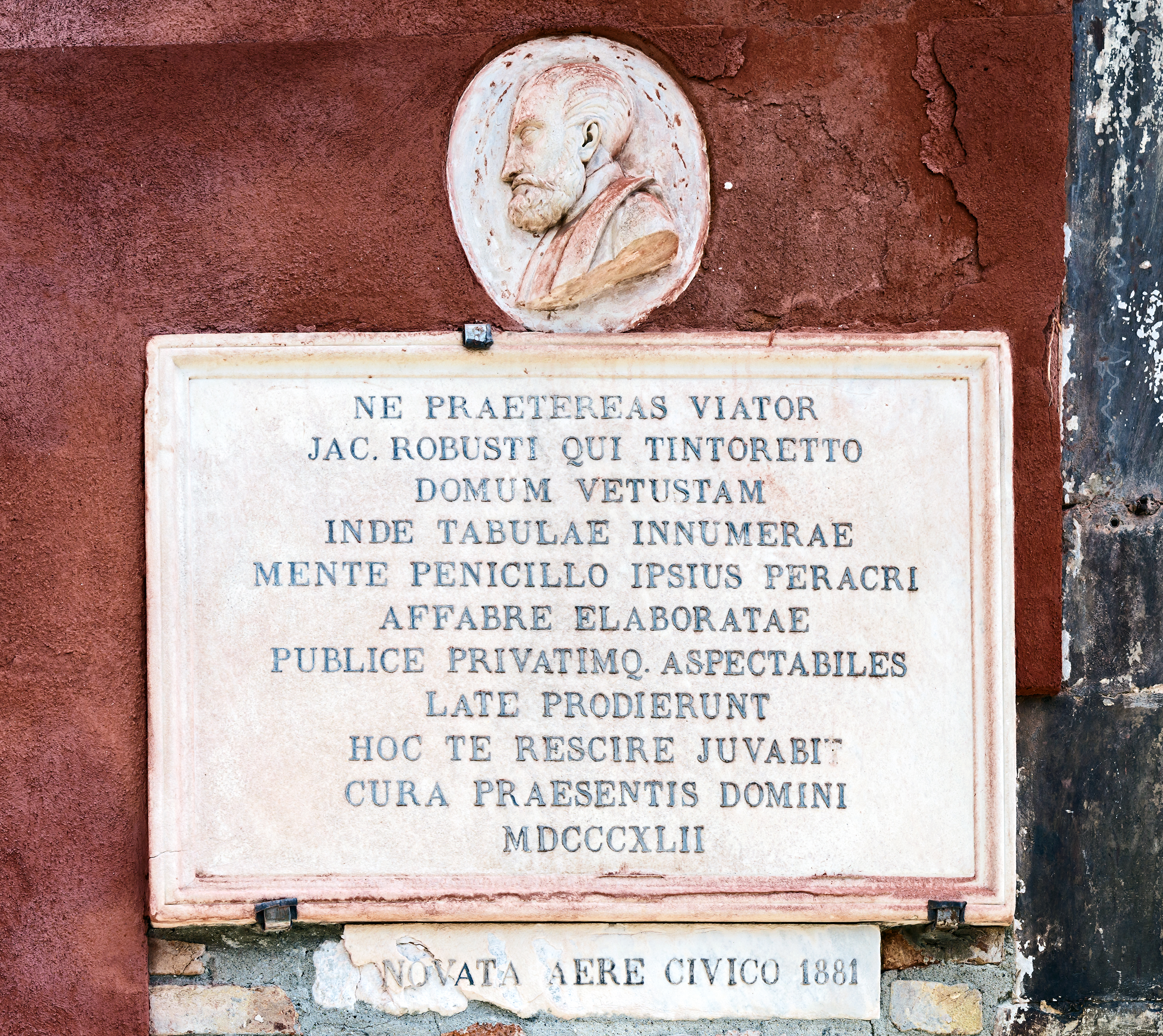
Plaque commémorative sur sa maison[85].
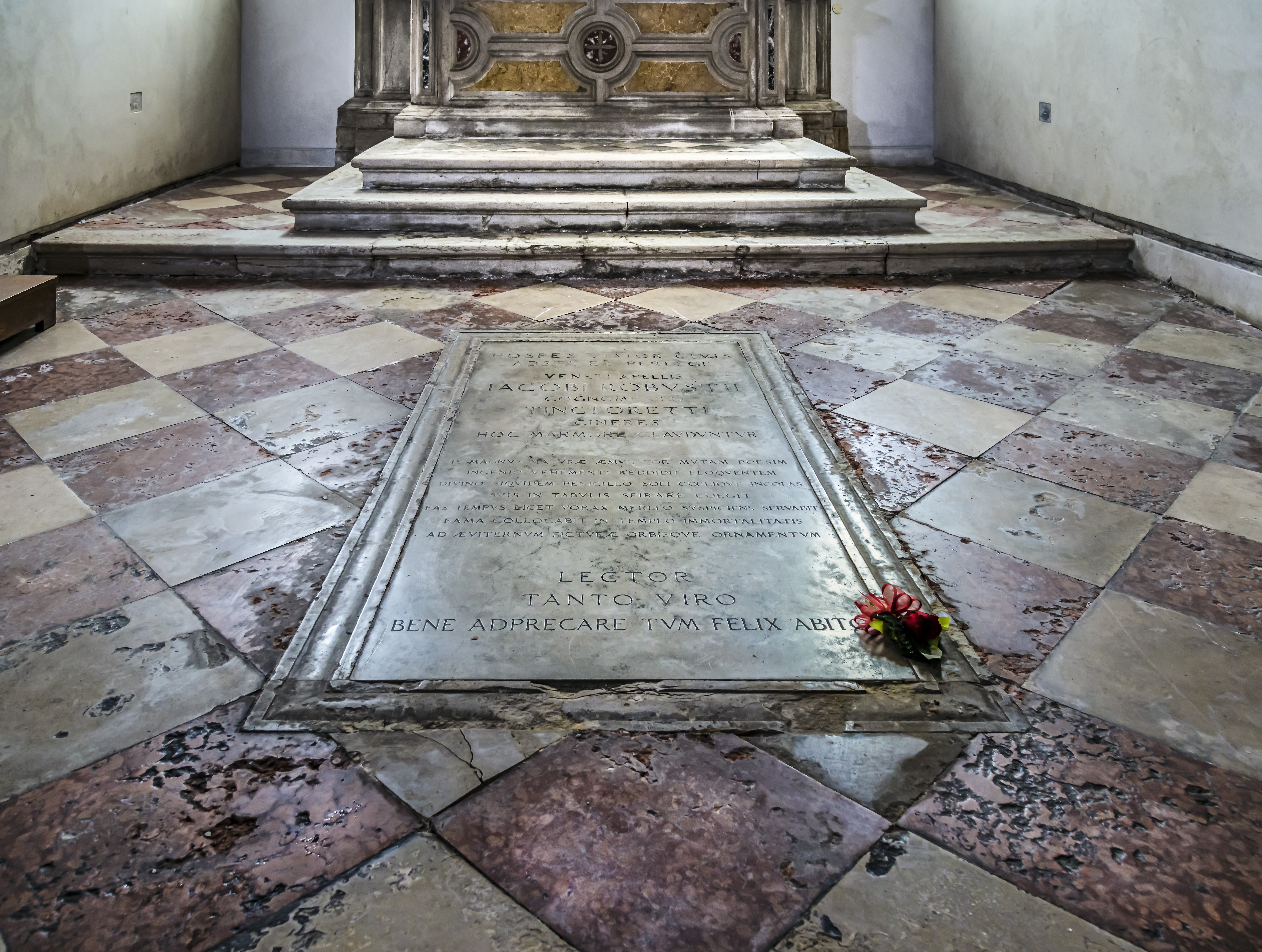
Sa tombe à la église de la Madonna dell'Orto[86].

## Famille et héritage
Tintoret a 7 enfants vivants de Faustine Episcopi et une fille illégitime d'une étrangère : Marietta, l'aînée, est la seule qui ait assez de talent pour pouvoir marcher dans les pas de son père. Elle est elle-même une portraitiste d'un talent considérable, ainsi qu'une musicienne, chanteuse et instrumentiste, mais peu de ses œuvres sont aujourd'hui traçables. Petite, elle accompagne et assiste son père dans son travail, habillée en garçon. Déjà à l'âge de 16 ans, elle est sollicitée comme portraitiste par des clients d'une certaine importance : entre 1567 et 1568, le marchand Jacopo Strada commande un portrait à lui de Titien, tandis que pour celui de son fils Ottavio, pendant évident du sien propre, il se tourne vers Marietta. Pour éviter que sa fille ne soit « kidnappée » par des tribunaux étrangers, le Tintoret la donne en mariage à l'orfèvre vénitien Marco Augusta. En 1590, à l'âge d'un peu plus de trente ans, Marietta meurt : elle est enterrée dans l'église de la Madonna dell'Orto.
Domenico, de quatre ans son cadet (1560-mai 1635), choisit de poursuivre l'atelier de son père au détriment de sa vie privée : amateur de littérature, il doit s'occuper de l'entretien de sa mère et de ses sœurs. Il assiste fréquemment son père dans les travaux préliminaires de grands tableaux. Il a lui-même peint une multitude d'œuvres, dont beaucoup de très grande envergure. Au mieux, elles seraient considérés comme médiocres mais, venant du fils du Tintoret, sont décevantes. En tout état de cause, il doit être considéré comme un grand praticien pictural à sa manière. L'atelier, sous sa direction, perd le prestige qu'il a connu avec l'aïeul. Parmi les œuvres produites, les portraits brillent le plus par leur fraîcheur, tandis que les compositions avec plus de figures sont plus lourdes et stéréotypées. Il meurt en 1635 : quatre ans plus tard, son collaborateur Sebastiano Casser épouse sa sœur, Ottavia, alors âgée de plus de quatre-vingts ans, tentant en vain de relancer la fortune de l'atelier.
On sait très peu de choses sur Giovan Battista, il est probablement mort à un jeune âge ; Marco (12 mars 1563-octobre 1637) préfère devenir acteur, contre la volonté de la famille. Perina (1562-1646) et Ottavia (b.1570) choisissent la vie du couvent Sant'Anna de Venise ; on ne sait pas grand-chose des deux autres filles, Altura et Laura.
De son vivant, le Tintoret traite ses fils et ses filles avec une égale dignité, essayant de les laisser vivre : dans la demande de la senseria de 1572, il fait du nom des mâles celui des femelles et dans son testament, il les nomme tous comme héritiers.
Les testaments des Robusti laissent entrevoir les tensions familiales. La fille aînée Marietta n'est autorisée à épouser l'orfèvre Marco (d')Augusta qu'après une résistance considérable de son père. Il doit s'assurer qu'il vivrait et travaillerait dans la maison de son beau-père. La capacité de Marco à disposer de son héritage est en fait aussi formellement limitée par le testament de sa mère du 5 juin 1612, Faustina Robusti Episcopi. Elle le justifie en disant qu'il n'est pas sur la bonne voie. Les frères nomment leur sœur Ottavia comme héritière principale (testaments du 20 octobre 1630 et du 15 septembre 1635) avec la stipulation qu'elle doit épouser Sébastien Casser. Ottavia avait épousé le respecté Cittadino Giovanni Battista Caldoni en 1600 et est alors veuve. Dans son testament du 8 octobre 1645, elle écrit de façon assez lointaine à propos de son second mariage en 1639 : « J'ai épousé Misier Sebastian Casser, […] un peintre de ma maison, sur les instructions de mes frères Domenico et Marco, qui m'ont fait promettre, avant sa mort, que si je pensais que Messer Sebastiano excellait dans la peinture, je le prendrais pour mari, afin que grâce à ses compétences le nom de Ca' Tentoretto soit préservé. »
Le Tintoret a très peu d'élèves, dont ses deux fils et Maarten de Vos d'Anvers.
On trouve des reflets du Tintoret chez le peintre grec de la Renaissance espagnole Le Greco, qui a probablement vu ses œuvres lors d'un séjour à Venise.

## Personnalité
Le Tintoret ne sortait presque jamais de Venise. Ses premiers biographes parlent de son intelligence et de sa féroce ambition ; selon Carlo Ridolfi, « il réfléchissait toujours aux moyens de se faire connaître comme le peintre le plus audacieux du monde ». Il aimait tous les arts et, dans sa jeunesse, jouait du luth et de divers instruments, dont certains de sa propre invention, et dessinait des costumes et des accessoires de théâtre. Il connaissait également bien la science mécanique. Tout en étant un compagnon très agréable, pour le bien de son travail, il vivait de façon plutôt retirée ; même lorsqu'il ne peignait pas, il restait habituellement dans sa salle de travail entouré de moulages où il n'admettait pratiquement personne, même des amis intimes. Il gardait ses méthodes de travail secrètes, partagées uniquement avec ses assistants. Il était plein d'agréables paroles pleines d'esprit, que ce soit pour de grands personnages ou pour d'autres, mais lui-même souriait rarement.
Au dehors, sa femme lui faisait porter la robe de citoyen vénitien ; s'il pleuvait, elle essayait de lui faire porter un vêtement de dessus. Lorsqu'il quittait la maison, elle emballait également de l'argent pour lui dans un mouchoir, attendant une comptabilité stricte à son retour. La réponse habituelle du Tintoret était qu'il l'avait dépensé en aumônes pour les pauvres ou pour les prisonniers.
Le Tintoret a entretenu des amitiés avec de nombreux écrivains et éditeurs, dont Pierre l'Arétin qui est devenu l'un de ses premiers mécènes importants.

## Le Tintoret et la Réforme

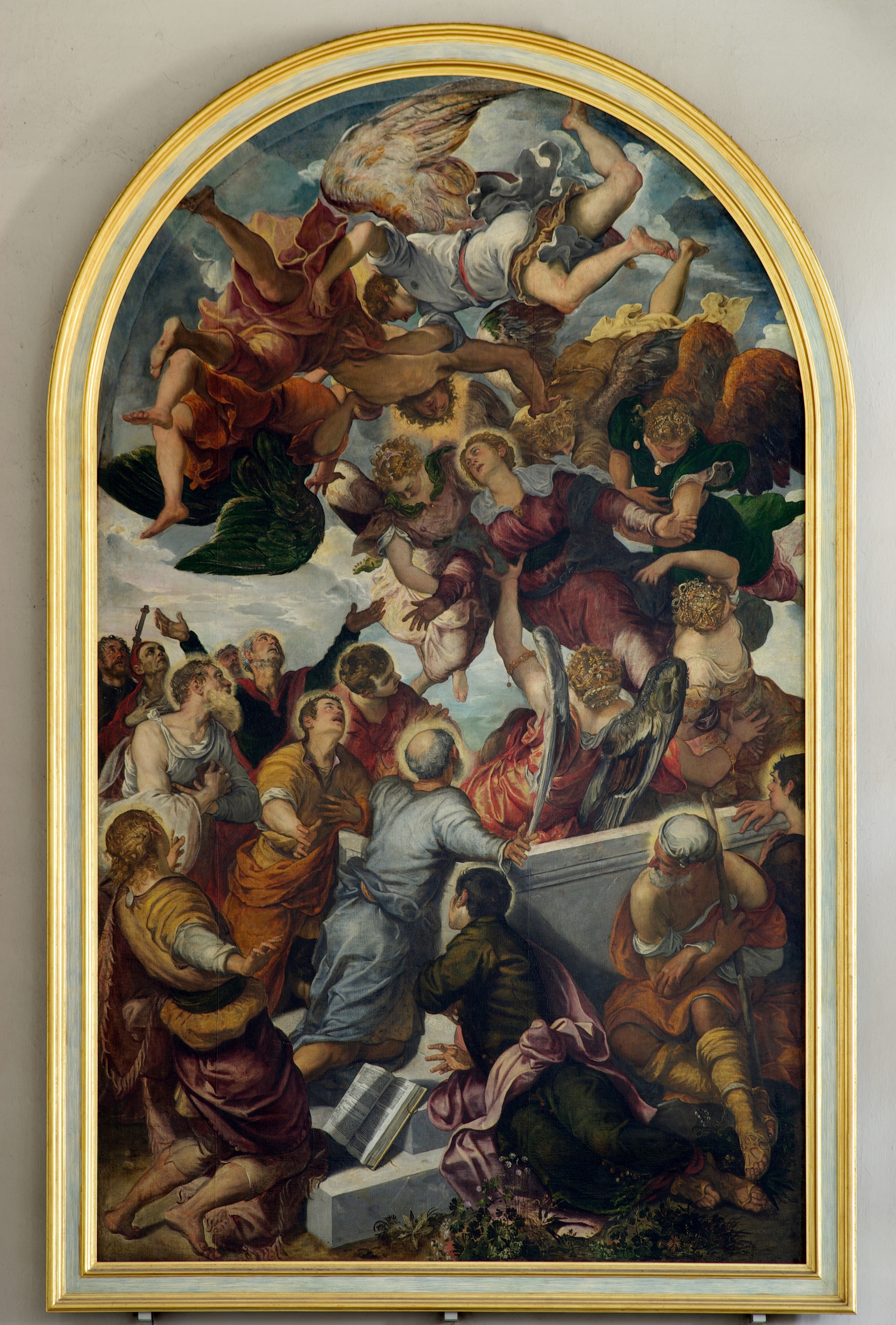
Résurrection de Marie, vers 1555, église principale, Bamberg.

Le Tintoret a fait ses premiers pas en tant qu'artiste à une époque exceptionnellement agitée. L'affichage des thèses de Martin Luther à Wittemberg en 1517 ébranle l'ancien ordre du pouvoir temporel et spirituel. Dès 1520, les écrits de Luther suscitent un grand intérêt à Venise, et une atmosphère de contrastes s'y développe dans laquelle Tintoret vit et travaille.
L'historien de l'art Alexander Linke souligne que dans le voisinage immédiat du Tintoret à Cannaregio vit tout un cercle de nobles qui sont intensément préoccupés par les questions de la Réforme, dont le cardinal Gasparo Contarini et sa famille. Outre les églises, les monastères et les confréries de Venise, ce groupe de personnes appartient également aux mécènes et aux clients du Tintoret. Roland Krichel, commissaire d'une exposition du Tintoret à Cologne souligne que le peintre possédait une traduction de la Bible de Santi Marmochino, « ... qui a été traduite particulièrement près des textes originaux et mise plus tard à l'Index », c'est-à-dire que leur possession était punissable. Il a immortalisé cette Bible sur son retable Résurrection de Marie, qui se trouve maintenant dans l'église principale de Bamberg, où elle peut être clairement vue et identifiée au bas de l'image, sur les marches d'un autel. En général, cependant, l'imagerie religieuse du Tintoret s'inspire d'un répertoire de thèmes catholiques traditionnels ; si et dans quelle mesure il s'est penché vers des idées réformatrices, ne peut être déterminé à partir de ses peintures.

## Style

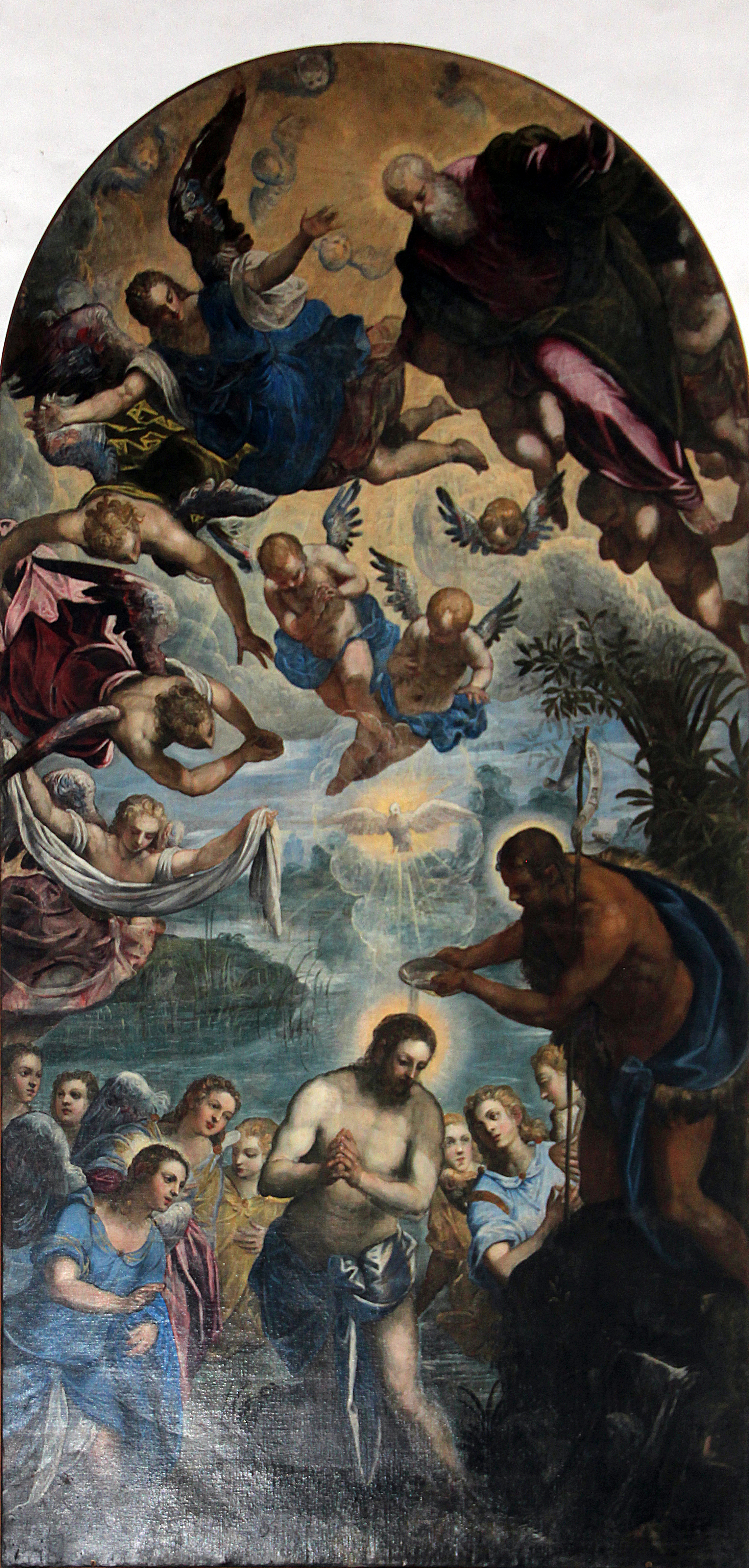
Baptême de Jésus, église Saint-Pierre-martyre, Murano.

Le Tintoret, avec Titien et Véronèse, est l'un des peintres vénitiens les plus importants du XVIe siècle. Il a peint des tableaux religieux, des thèmes mythologiques et allégoriques, des portraits et des peintures de bataille. Certaines de ses œuvres ont de très grands formats, en accord avec les espaces pour lesquels elles ont été réalisées. Tout au long de son œuvre, il réussit à bien mettre en valeur ses sujets et à représenter des scènes bien connues, dont certaines qu'il a peintes à plusieurs reprises (par ex. La Cène), encore et encore de nouvelles manières. « Sa marque de fabrique était des compositions d'images nouvelles, innovantes, extravagantes et très dramatiques ». Ce faisant, il attire l'attention du spectateur.
Il a impressionné ses concitoyens par sa fantastique rapidité d'exécution, sa facture rapide et brusque qui remet en question les valeurs de soin et de fini, au point de faire passer pour des œuvres achevées, disent ses détracteurs, de simples esquisses. Selon un témoin contemporain moqueur, il « a livré le tableau fini pendant que les concurrents travaillaient encore sur leurs ébauches. » Cela lui a valu à plusieurs reprises des critiques, surtout de la part de Francesco Sansovino (1561) qui a dit de lui : « Il est tout esprit et toute vivacité, mais parfois il embrasse trop », et l'Arétin pour sa part lui écrit : « Votre nom serait vénéré si vous transformiez votre « empressement du fait » en une « patience du faire ». » Mais c'est justement par cette décision dans le trait, cette affirmation impérieuse de sa personnalité, qu'il est lui-même.
Sebastiano del Piombo a fait remarquer que le Tintoret pouvait peindre en deux jours autant que lui-même en deux ans ; Annibale Carracci que le Tintoret était dans beaucoup de ses tableaux égal au Titien, dans d'autres inférieur au Tintoret. C'était l'opinion générale des Vénitiens, qui disaient qu'il avait trois crayons, l'un d'or, le second d'argent et le troisième de fer.
Le style de peinture du Tintoret se caractérise par un coup de pinceau audacieux et l'utilisation de longs traits pour définir les contours et les reflets. Ses peintures mettent l'accent sur l'énergie des corps humains en mouvement et exploitent souvent des effets de raccourci et de perspective extrêmes pour accentuer le drame. Le contenu narratif est véhiculé par la gestuelle et le dynamisme des personnages plutôt que par les expressions faciales.
Il s'affirme très tôt profondément original : il y a chez lui refus de l'antique, du trompe-l'œil, de l'architecture théâtrale feinte, des draperies, brocarts et balustrades. Il a peint peu de sujets profanes, avant tout des scènes à sujet religieux. Son art est aux antipodes de la facture élégante et raffinée de Véronèse. C'est le peintre de la classe moyenne, de la spiritualité à caractère populaire. Il rapproche ses saints des fidèles et des spectateurs comme s'ils appartenaient au même monde : son art convient par là aux cittadini (la classe citoyenne, ou moyenne, de Venise), à l'esprit des scuole. Le monde du Tintoret reste humble, alors que celui de Véronèse est aristocratique : « Ses saints ont la carrure des travailleurs manuels, le hâle des pêcheurs de la lagune » (Braunstein-Delort). Si l'Église a trouvé à redire aux banquets de Véronèse, elle n'a jamais rien à lui reprocher : son style contribue à rendre plus frappante la vérité évangélique.
Son style est violent, véhément, le mouvement règne en maître dans ses compositions au climat puissamment dramatique. Il est dans ses toiles un prodigieux metteur en scène. Il propose à chaque fois, dans les scènes qu'il traite, des angles de lecture qui l'éloignent infiniment de l'anecdote ou de toute approche conventionnelle.
L'esprit pictural du Tintoret est évident dans des compositions telles que Saint Georges, Saint Louis et la Princesse (1553). Il subvertit la représentation habituelle du sujet, dans laquelle saint Georges tue le Dragon et sauve la princesse ; ici, la princesse est assise à califourchon sur le dragon, tenant un fouet. Le résultat est décrit par le critique d'art Arthur Danto comme ayant « la nervosité d'une blague féministe » car « la princesse a pris les choses en main ... Georges étend ses bras dans un geste d'impuissance masculine, alors que sa lance est brisée sur le sol... Il a été évidemment peint avec un public vénitien à l'esprit sophistiqué. ».
Une comparaison d'une des dernières grandes toiles de Tintoret, La Cène (1592-1594), avec l’œuvre de Léonard de Vinci de même sujet (1495-1498) permet de visualiser l’évolution des styles artistiques à la Renaissance entre la fin du XVe  et la fin du  XVIe siècle. Le traitement par de Vinci est très classique, dans une recherche d'équilibre et d'harmonie : les disciples sont disposés autour du Christ dans une symétrie presque mathématique, qui confère noblesse et monumentalité à l'ensemble tout en introduisant du mouvement. Le style est linéaire, les couleurs retenues, la scène baignée d'une lumière égale. Entre les mains de Tintoretto, le même événement devient dramatiquement torturé. Les silhouettes humaines sont écrasées par l’apparition d’anges, sous la forme d'êtres fantomatiques éthérés. Un serviteur est placé au premier plan, peut-être en référence à l'évangile selon Jean, 13:14-16. Le peintre fait usage d'un clair-obscur antinaturel : la scène se passe dans une sombre taverne populaire, où les auréoles des saints apportent une étrange lumière qui souligne des détails incongrus. Au lieu d'une composition frontale traditionnelle du sujet, telle une frise antique, Tintoret choisit de présenter la table où les apôtres partagent le repas selon une solution dite per angolo : la scène s'établit en profondeur, selon une oblique dynamique qui étire la scène et va, volontairement, contre la clarté et la facilité de lecture de l'image. Dans le dynamisme agité de sa composition, son utilisation dramatique de la lumière et ses effets de perspective emphatiques, le Tintoret apparaît comme un artiste baroque en avance sur son temps.

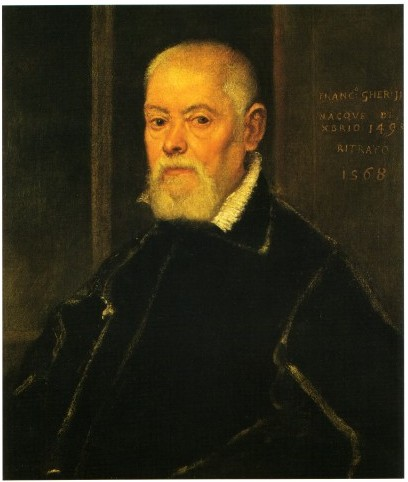
Portrait de Francesco Gherardini, Musée Ca' Rezzonico à Venise (1568).

Le Tintoret est le peintre de portraits le plus prolifique de Venise au cours de sa carrière. Les critiques modernes ont souvent décrit ses portraits comme des œuvres de routine bien que son habileté à représenter des hommes âgés, comme Alvise Cornaro (1560/1565), ait été largement admirée : Roberto Longhi les qualifiaient d'« inamovibles » ; John Pope-Hennessy est décrit comme les rejetant comme le travail d'« un simple facepainter (peintre de visage) ». Selon les historiens de l'art Robert Echols et Frederick Ilchman, les nombreux portraits de l'atelier du Tintoret, qui ont été exécutés en grande partie par des assistants, ont entravé l'appréciation de ses portraits autographes qui, contrairement à ses œuvres narratives, sont sobres et sombres. Lawrence Gowing considérait les « portraits fumants de personnalités qui semblaient consumées par leur propre feu » du Tintoret comme ses œuvres « les plus irrésistibles ».
Il a peint deux autoportraits. Dans le premier (vers 1546-1547; conservé au Philadelphia Museum of Art), il se présente sans les signes extérieurs de statut qui étaient habituels dans les autoportraits précédents. L'informalité de l'image, la franchise du regard du sujet et le coup de pinceau audacieux visible partout sont innovants - il a été qualifié de « première de nombreuses images de soi astucieusement négligées qui ont traversé les siècles ». Le deuxième autoportrait (vers 1588, musée du Louvre) est une représentation symétrique austère de l'artiste âgé « contemplant sombrement sa mortalité ». Édouard Manet, qui en a peint une copie, le considérait comme « l'un des plus beaux tableaux du monde ».
Selon Ridolfi (1642), la devise du Tintoret est « le dessin de Michel-Ange et le coloris de Titien » (il disegno di Michelangelo e'l colorito di Tiziano),,. Bien qu'il soit fortement influencé par les œuvres de Michel-Ange, qu'il ne connait probablement que par des gravures et des modèles, le Tintoret est un peintre typiquement vénitien qui préfère la couleur au dessin (disegno). Vasari, qui a été influencé par la vision complètement différente de la peinture de l'Italie centrale, à Florence et à Rome, a notamment accusé le Tintoret de créer souvent ses tableaux directement sur la toile sans aucun dessin préalable et « plus par hasard et audace que par dessin et intention ». Cette critique n'est pas toujours injustifiée, certaines de ses œuvres semblent en effet presque sommaires ou inachevées, d'autres sont très soigneusement pensées et planifiées.

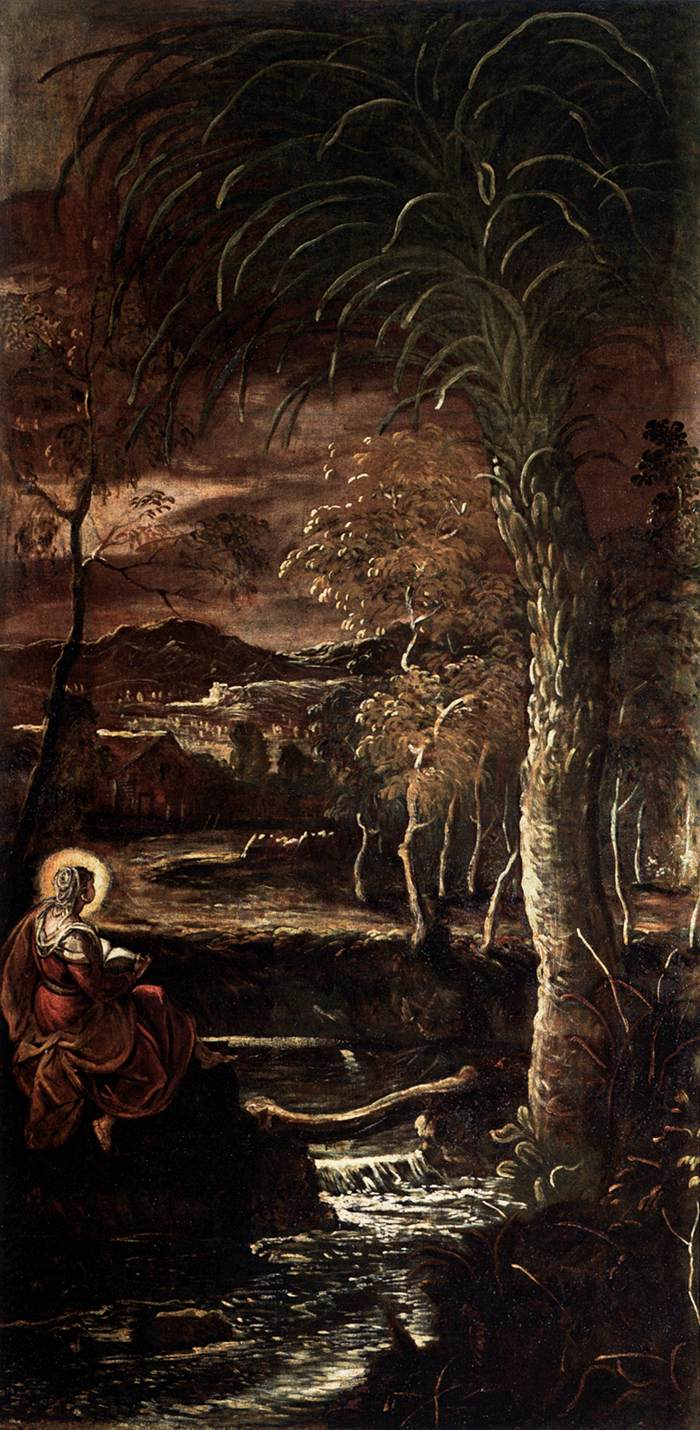
Sainte Marie l'Égyptienne, 1582-1587, Scuola Grande di San Rocco, Venise.

À partir des années 1540, le Tintoret développe sa propre maniera (c'est-à-dire son style) basé sur le maniérisme avec des proportions corporelles allongées et des perspectives inhabituelles dans l'espace. Il étudie des poses plus compliquées pour ses personnages à partir de modèles vivants. Il est également connu pour ses perspectives profondes, devenues de plus en plus audacieuses au fil du temps.
Sa palette de couleurs est passée de tons initialement brillants et colorés dans ses premières œuvres à des couleurs de plus en plus rompues dans ses œuvres ultérieures. Néanmoins, selon l'occasion et le client, il peut aussi varier et utiliser des tons plus clairs et plus lumineux, rappelant parfois Véronèse, comme dans L'Origine de la Voie Lactée de 1575 (National Gallery, Londres). Lorsqu'il n'en fait pas une copie de style explicite, les personnages du Tintoret se caractérisent cependant par une certaine humanité sans prétention qui semble un peu plus populaire ou bourgeoise que la culture aristocratique raffinée de Véronèse.
La technique de peinture et la palette de couleurs du Tintoret contiennent un clair-obscur très développé, et surtout dans sa période mature et tardive, il peint parfois des figures entières avec un pinceau sec, sous forme de reflets de lumière étincelants ou de voiles de lumière. L'Enlèvement du corps de saint Marc (1562, gallerie dell Accademia, Venise) et les représentations de sainte Marie de Magdala et de sainte Marie l'Égyptienne dans la Sala Terrena de la Scuola di San Rocco en sont des exemples, les deux dernières désignées par Rosand comme le sommet de l’art du Tintoret. Ces ultimes toiles peintes à San Rocco, sont de géniales transfigurations, quasi hallucinatoires, de la réalité. La magie de la lumière, sa « ténébreuse phosphorescence », donne à leurs couleurs une tonalité quasi monochrome. Ici, comme dans le dernier Titien, l'œuvre transcende le sujet au point de devenir une réalité purement autonome, qui n'appartient qu'au seul univers de l'artiste. Ceci, combiné à un coup de pinceau fiévreusement agité et à des paysages imaginatifs dramatiques, donne à son art quelque chose de mystique et de visionnaire qui pointe vers Le Greco, qui a peut-être été son élève, et qui a au moins été influencé par lui. 
Le Tintoret s'est inspiré pour son architecture, qui rappelle les décors de théâtre, par exemple dans le tableau Le Lavement des pieds de 1548/1549, des théâtres de Venise. Certains de ses thèmes (quoique commandés, c'est-à-dire non choisis par lui-même) traitent de groupes marginalisés dans la société : les esclaves (Miracles de l'esclave appelés aussi Miracles de Saint-Marc, 1547/1548) ou les malades (Guérison des pestiférés, 1548/1549). En plus des scènes turbulentes à plusieurs personnages, il est également capable de moments intimes, comme dans le tableau Vénus, Vulcain et Cupidon de 1555, où l'enfant est allaité.
Ses dernières œuvres sont à la lisière d'une conception figurative baroque, l'organisation différenciée de l'espace échappant à une perspective au point de vue unique, comme dans le Paradis. Ses compositions richement émouvantes, dynamiques et d'une grande expressivité ont ouvert la voie à la peinture baroque.

## Technique picturale

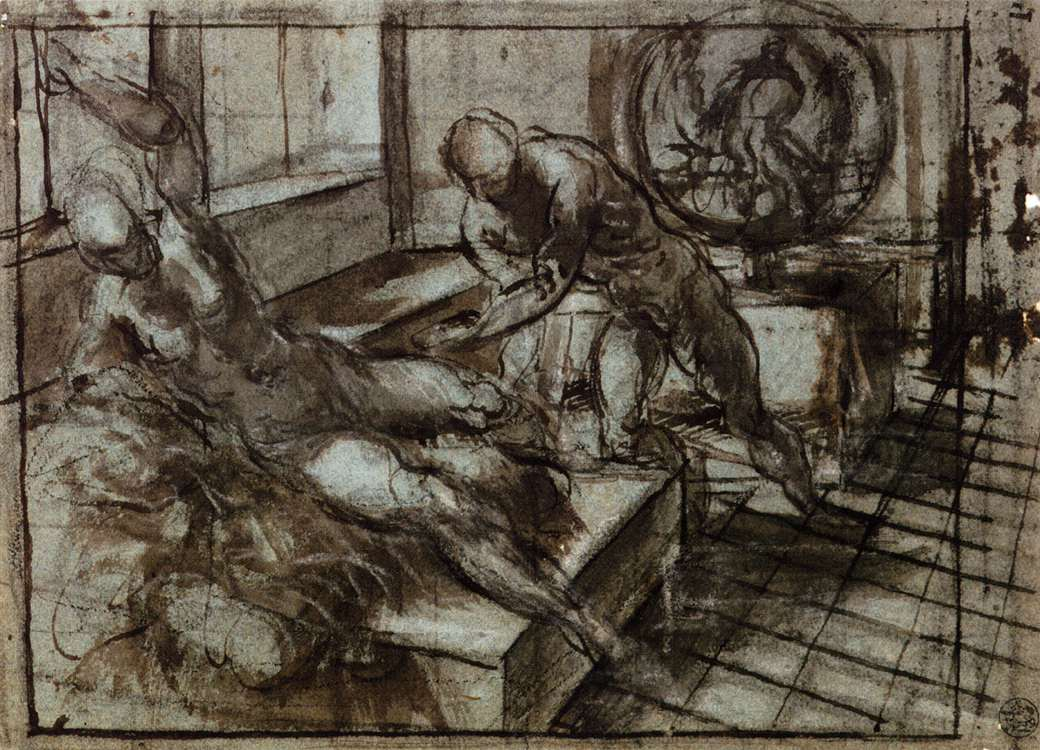
Dessin préparatoire pour Vulcain et Vénus, craie sur papier.

Des analyses effectuées dans les années 1970 sur des échantillons prélevés sur les toiles de la Scuola Grande di San Rocco, des informations précieuses ont été obtenues sur les matériaux et les techniques utilisés par le Tintoret.
Les toiles utilisées, dans tous les échantillons, se sont avérées être en lin, avec des armures différentes, à la fois simples comme le tabì, similaires à celles du taffetas, et plus robustes comme les serges. Le choix de la texture ne semble pas dépendre du type de tableau ou de son emplacement, mais plutôt de son client : par exemple, pour La Cène, Tintoret utilise une texture grossière, malgré le fait que le tableau soit vu de près.
Comme déjà mentionné à propos du Paradis, il n'est pas rare que les peintures soient réalisées sur des toiles cousues entre elles : les cadres de l'époque peuvent en effet atteindre des hauteurs jusqu'à 110 cm. Habituellement, les coutures sont réalisées avant l'exécution du tableau, de manière qu'elles soient le plus invisibles possible, et surtout qu'elles ne se retrouvent pas en correspondance avec des parties importantes comme les mains et les visages : il est également préférable d'utiliser des morceaux avec la même texture pour avoir une plus grande uniformité. Le Tintoret, en revanche, ne semble pas prêter attention à ces précautions : il utilise des chutes de toile aux textures différentes, aux coutures même évidentes, comme dans le cas du visage de la Vierge dans la Fuite en Égypte  de la Scuola de San Rocco.
Les imprimeures les plus courantes sont composés d'une fine couche de plâtre et de colle, dérivés de ceux déjà utilisés en peinture sur bois : le fond clair donne une plus grande luminosité aux couleurs appliquées par la suite. Le Tintoret préfère préféré un fond sombre, étalé sur l'apprêt en plâtre ou directement sur la toile : les analyses ont révélé qu'il ne s'agit pas d'une couleur brune uniforme, mais plutôt d'un mélange obtenu avec les résidus des palettes, compte tenu de la présence de particules colorées microscopiques. Sur le fond ainsi préparé, il est possible de peindre des tons clairs et foncés, laissant également transparaître le fond lui-même : cela est possible dans les cas où la peinture se trouve dans des zones sombres ou ombragées et contribue à accélérer considérablement l'exécution de la peinture.
Ridolfi raconte que l'artiste a l'habitude de préparer de petits « théâtres » pour étudier la composition des œuvres et l'effet des lumières : il drape les vêtements sur des modèles en cire, qu'il dispose ensuite dans des « pièces » construites avec des cartons, éclairées par des bougies. Pour l'étude des aperçus, il accroche des mannequins au plafond de l'atelier : cela ressort de la comparaison de deux tableaux, le Miracle de saint Marc libérant l'esclave et Saint Roch en prison réconforté par un ange, dans lesquels nous peut reconnaître un motif similaire utilisé pour les figures suspendues.
Pour ses études à la craie, le Tintoret affectionne le papier bleu si à la mode à Bologne qui lui permet d'utiliser à la fois le noir et le rehaut.

## Critiques
Du vivant du Tintoret, Vasari est l'un de ses critiques les plus féroces, le décrivant comme « excessif, étrange, vif d'esprit et le plus grand esprit qui se soit jamais consacré à cet art » ; il déclare que les grandes peintures du Tintoret dans l'abside de Madonna dell'Orto, n'étaient qu'une « blague ».
Le biographe du Tintoret Henry Thode compare le peintre et son style au compositeur Richard Wagner : il constate que le Tintoret atteint dans ses tableaux une compréhension émotionnelle de l'ensemble aussi profonde que Wagner dans ses opéras.
Paul Veyne analyse plusieurs œuvres dans Mon musée imaginaire.
Jean-Paul Sartre a analysé l'ouvrage Le Miracle de saint Marc (1548) en détail dans son article Saint Marc et son double. Le Séquestré de Venise.

## Œuvres
L’œuvre du Tintoret est immense. En plus des tableaux, il a laissé de nombreux dessins préparatoires.
Une grande partie des œuvres du Tintoret est encore à Venise, le cycle de plus de 60 peintures du Tintoret à la Scuola Grande de San Rocco est particulièrement remarquable, considéré comme un témoignage particulièrement personnel de son art. Les peintures du Tintoret au palais des Doges, dont l'immense Paradis, ont été pour la plupart réalisées en collaboration avec son atelier,. Des œuvres importantes du Tintoret se trouvent également dans certaines églises vénitiennes, bien que certaines soient maintenant accrochées dans divers musées. De nombreuses autres peintures de lui se trouvent dans les musées de Venise, Paris, Londres, Dresde, Berlin, Vienne, Madrid, Florence, Bucarest et d'autres villes.
Selon l’historien d’art Michel Hochmann, le plus ancien tableau conservé est L’Adoration des Mages, huile sur toile, vers 1537-1738, 174 x 203 cm, musée du Prado.
Débuts (1544 - 1550)
- Le Siège d'Asola (L'assedio di Asola), 1544-1545, huile sur toile, 197 × 467,5 cm, Poznań, musée national (Fondation Barbare Piasecka Johnson).
- La Vierge et l'Enfant avec sainte Catherine, saint Augustin, saint Marc et saint Jean-Baptiste, vers 1545-1546, huile sur toile, 193 × 314 cm, musée des Beaux-Arts de Lyon.
- Saint Marc sauvant l’esclave, 1548, toile, 416 × 544 cm, Galeries de l'Académie de Venise[119].
- La Nativité de saint Jean-Baptiste, vers 1550, huile sur toile, 181 × 266 cm, musée de l'Ermitage, Saint-Pétersbourg[120].
- Mars et Vénus surpris par Vulcain, 1550, Alte Pinakothek, Munich.
- Les Saints Marc, Jérôme et Bartholomé, vers 1550, Croatie, Korčula, cathédrale Saint-Marc.
- Suzanne au bain, vers 1550, toile de 167 × 238 cm, musée du Louvre.
- La Création des animaux, 1550-1553, toile, 151 × 258 cm, Galeries de l'Académie de Venise. provient de la Scuola della Trinita[119].
- Saint Roch guérissant les pestiférés, 1549, toile, 307 × 673 cm, église Saint-Roch de Venise[119].
- Christ avec la femme adultère (1550), Rijksmuseum Amsterdam.
- Portrait du Procurateur Jacopo Soranzo, vers 1550, toile, 106 × 90 cm, Galeries de l'Académie de Venise[119].
- Portrait du Procurateur Jacopo Soranzo, vers 1550, huile sur toile, 75 × 60 cm, pinacothèque du Castello Sforzesco, Milan[121].
- Présentation de Jésus au temple 1550-1555, huile sur toile, 239 × 298 cm, Galeries de l'Académie de Venise.
- La Tentation d'Adam et Ève, vers 1550, huile sur toile, 150 × 220 cm, Galeries de l'Académie de Venise.

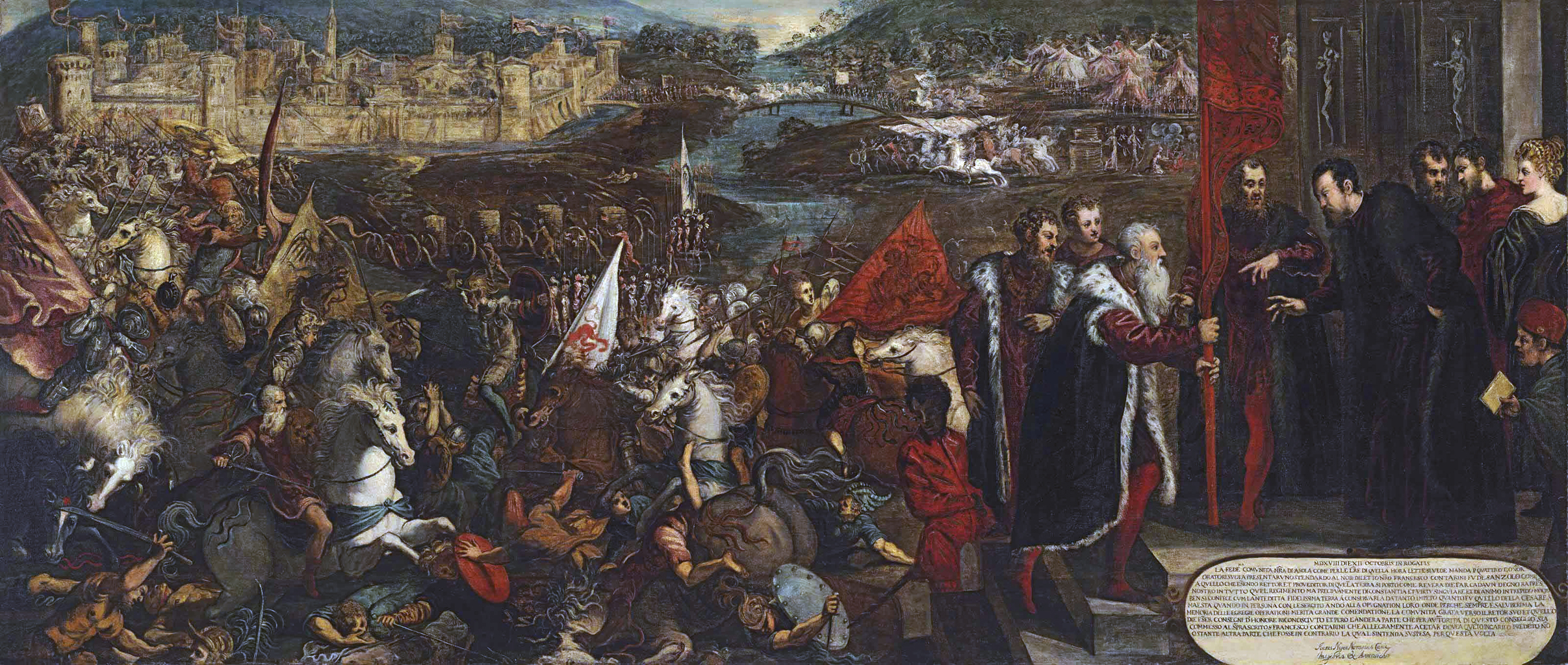
Le Siège d'Asola.
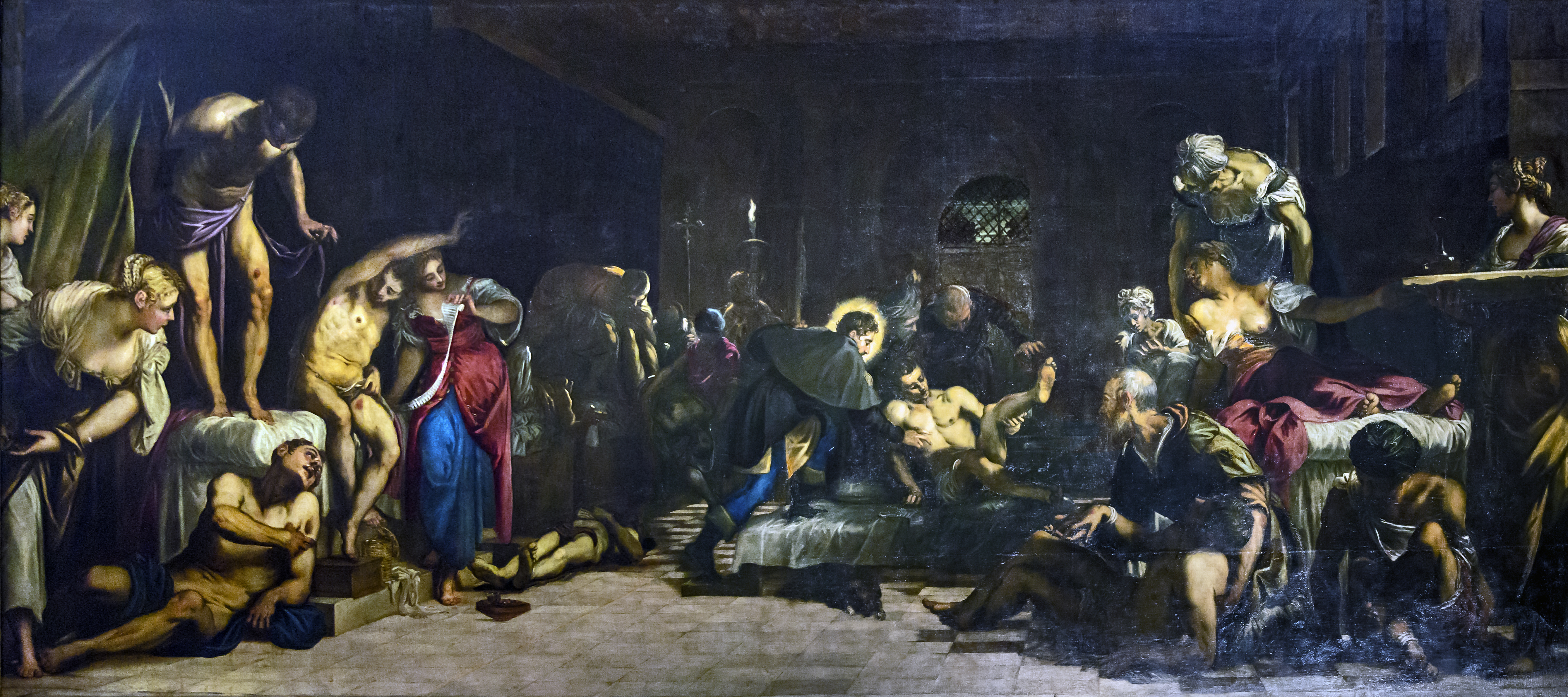
Saint Roch guérissant les pestiférés.
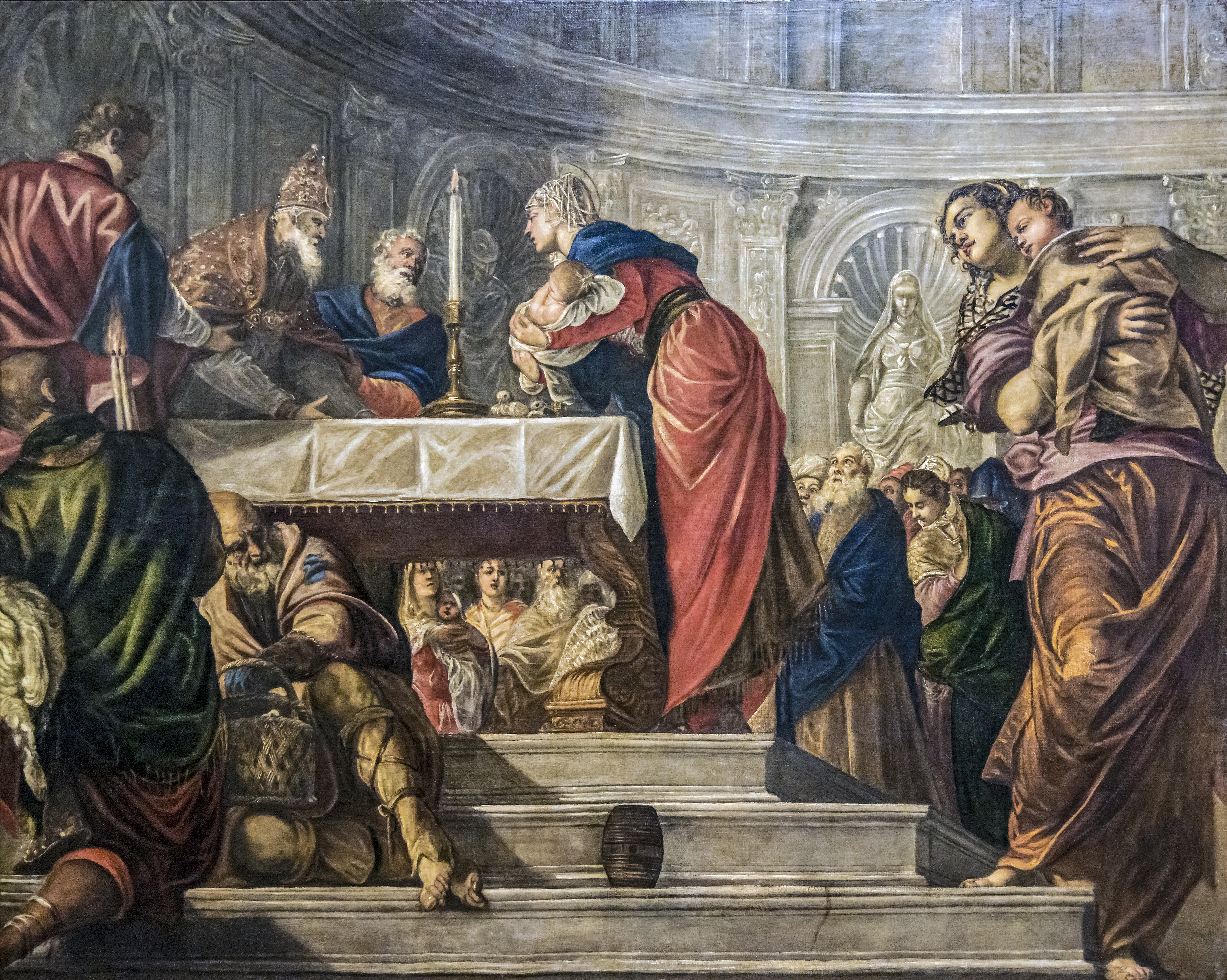
Présentation de Jésus au temple.
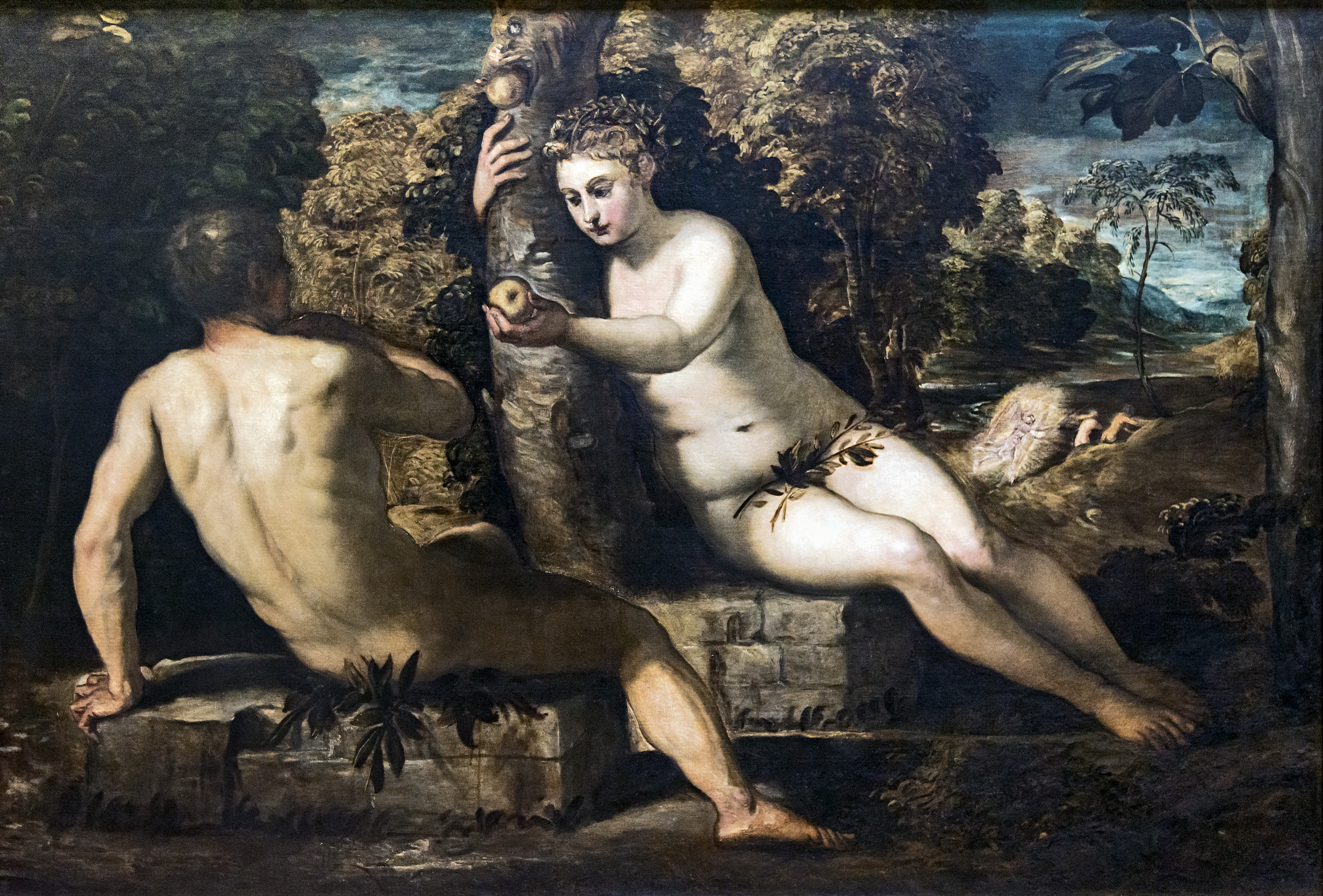
La Tentation d'Adam et Ève.

De 1551 - 1561
- La Présentation de la Vierge au temple, 1552-1553, toile, 429 × 480 cm, église de la Madonna dell'Orto[119].
- Saint Georges et le Dragon, vers 1555-1558, huile sur toile, 157,5 × 100,3 cm, Londres, National Gallery.
- Le Christ chez Marthe et Marie[122], vers 1560, huile sur toile, 197 × 129 cm, Alte Pinakothek, Munich.
- Les Saints Jérôme et André, 1552, Galeries de l'Académie de Venise.
- Portrait d'homme, dit de Soranzo (étude préparatoire), toile de 59,5 × 51,4 cm, musée d'Arts de Nantes[123].
- Lorenzo Soranzo, 1553, toile de 114 × 95,5 cm, Musée d'Histoire de l'art de Vienne[124].
- Saint Louis, Saint Georges et la Princesse, 1553, huile sur toile, Galeries de l'Académie de Venise.
- Portrait d'un gentilhomme en manteau de fourrure, vers 1553, huile sur toile, 109 × 91, pavillon de la Meridiana, palais Pitti, Florence[125].
- Léda et le Cygne, 1555, huile sur toile, 147 × 147 cm, musée des Offices, Florence[125].
- Joseph et la Femme de Putiphar, vers 1555, huile sur toile, 54 × 117, musée du Prado, Madrid[126]
- Assomption de Marie, 1555, toile, 440 × 260, église dei Gesuiti[119].
- Suzanne et les Vieillards, 1555-1556, toile de 147 × 194 cm, Kunsthistorisches Museum de Vienne[124].
- La Délivrance d'Arsinoé, 1555-1556, Gemäldegalerie Alte Meister, Dresde.
- Le Christ lavant les pieds de ses disciples, vers 1556, huile sur toile de 201 × 408. Ornait le mur latéral de la chapelle du saint sacrement de l'église San Trovaso à Venise et faisait pendant à une Cène accrochée sur le mur gauche. Elle fut remplacée par une copie en 1720[127].
- La Descente de croix, 1556-1558, huile sur toile, 135,6 × 102, musée des Beaux-Arts de Caen[128].
- Le Christ guérit le paralytique, 1559, toile de 307 × 673, église Saint-Roch, Venise[119].
- La Cène, 1559, toile de 200 × 300 environ, sacristie de l'église Saint-François-Xavier, Paris[129].
- Portrait d’homme, avec interventions d'atelier, 1560-1575, huile sur toile, 102 x 84,5 cm, musée des Beaux-Arts d’Orléans[130].
- Portrait d'Alvise Cornaro, 1560, huile sur toile, 113 × 85, galerie Palatine, palais Pitti, Florence[125].
- Portrait de Paolo Cornaro Hermolai, 1561, huile sur toile de 102 × 81, musée des Beaux-Arts de Gand[131].
- Déposition du Christ, 1550-1560, toile, 227 × 294, Galeries de l'Académie de Venise. Provient de l'église détruite de Santa Maria dell'Umiltà[132]
- Le Jugement dernier et Moïse recevant les Tables de la Loi et Les Hébreux préparant le veau d'or, 1560-1562, toiles de 1 450 × 590 cm, église de la Madonna dell'Orto[119].
- Les Noces de Cana, 1561, toile, 435 × 535, grande sacristie de l'église Santa Maria della Salute, Venise[119].
- La Naissance de Jean le Baptiste, toile, vers 1563, 270 × 204 cm, Chapelle de Sant’Atanasio, église San Zaccaria de Venise.

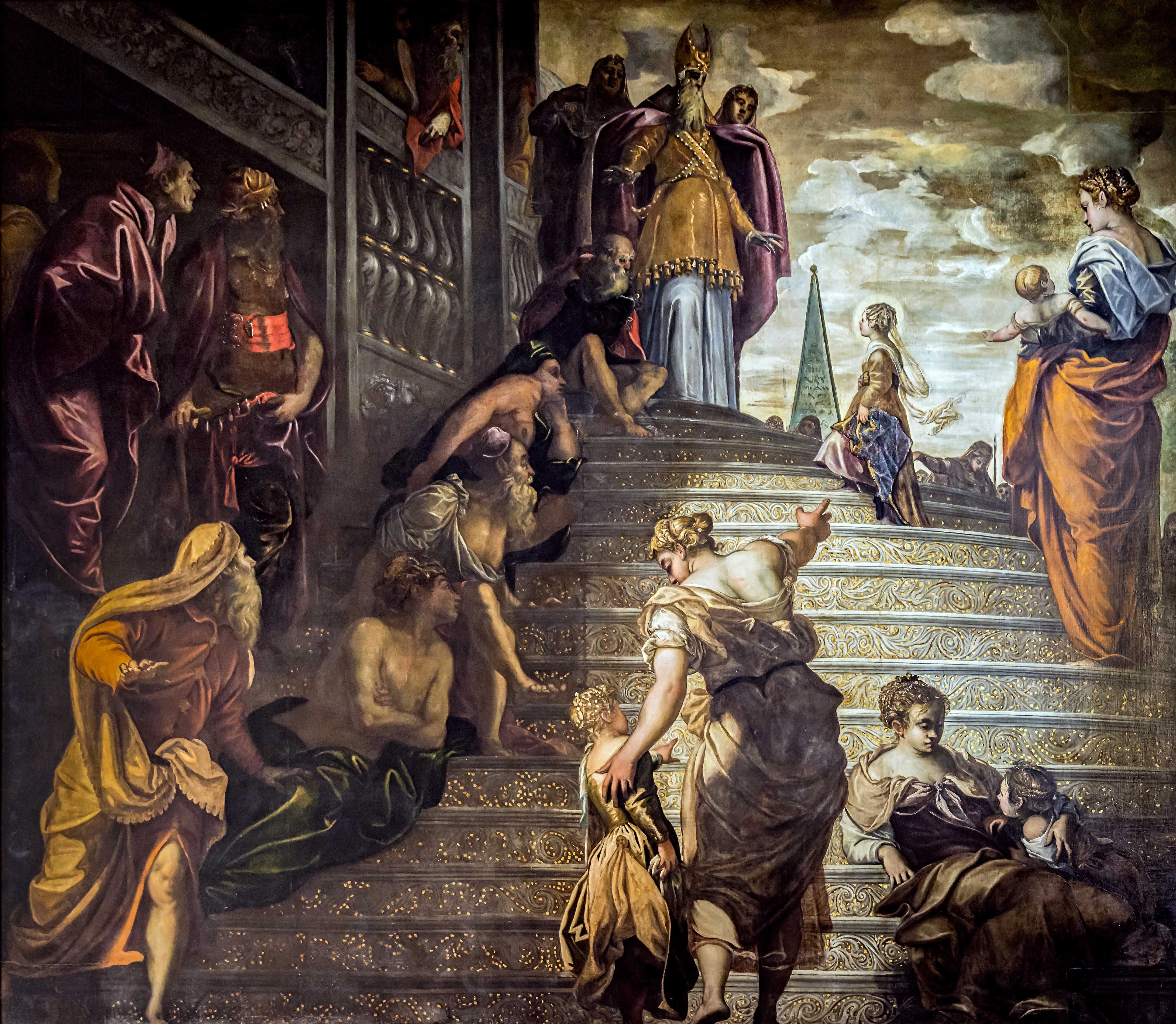
Présentation de la Vierge au temple.
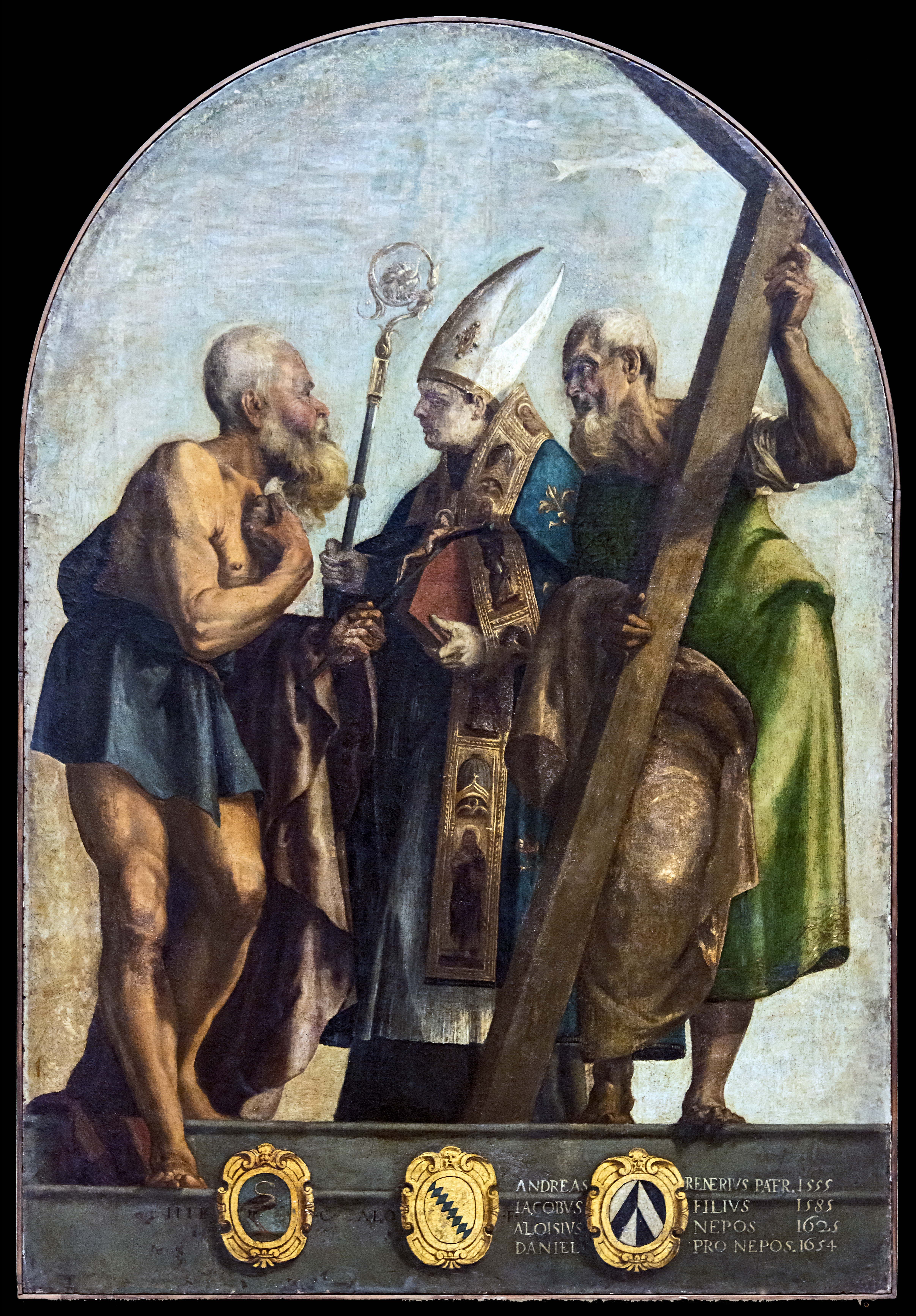
Les Saints Jérôme et André.
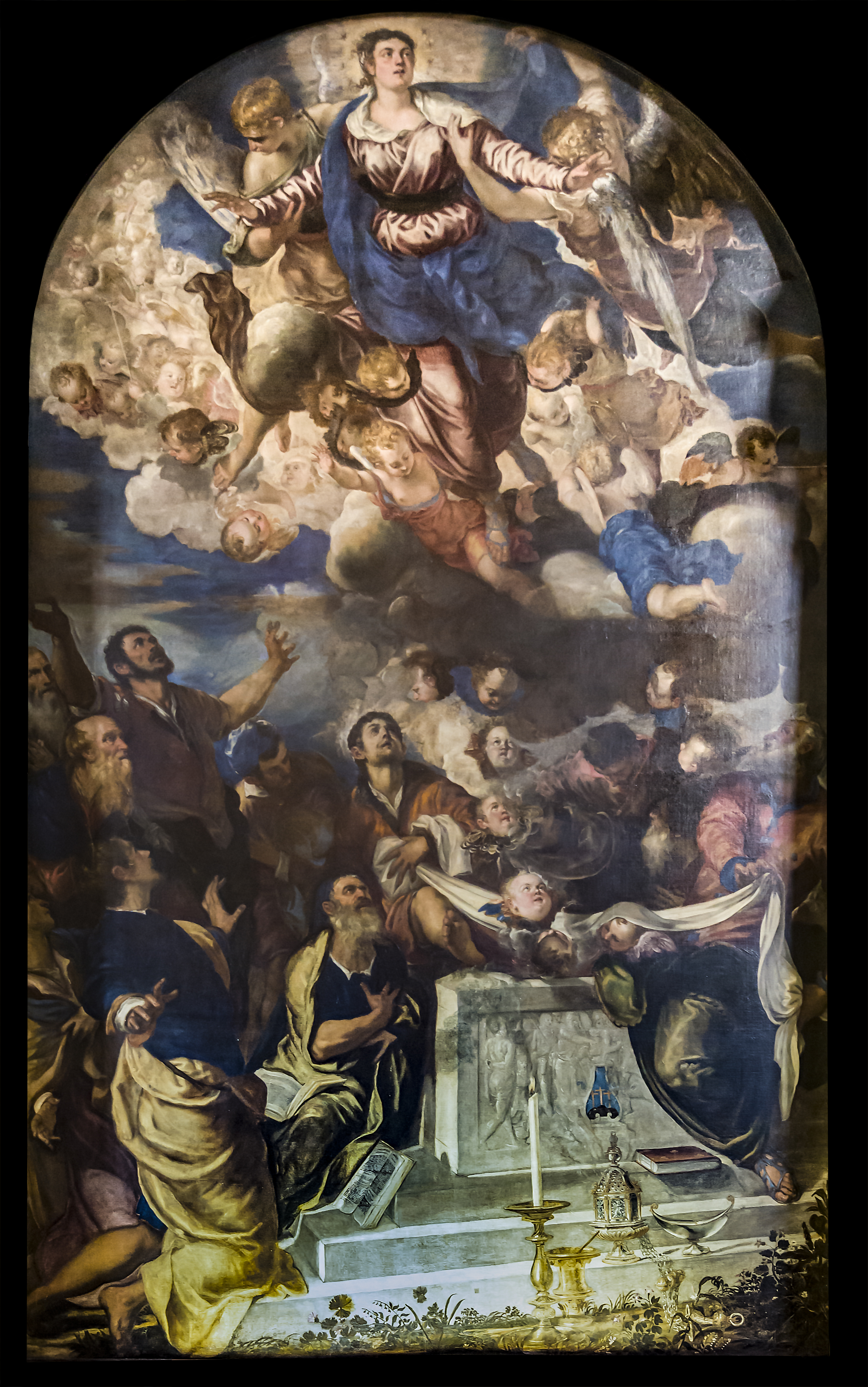
Assomption de Marie.
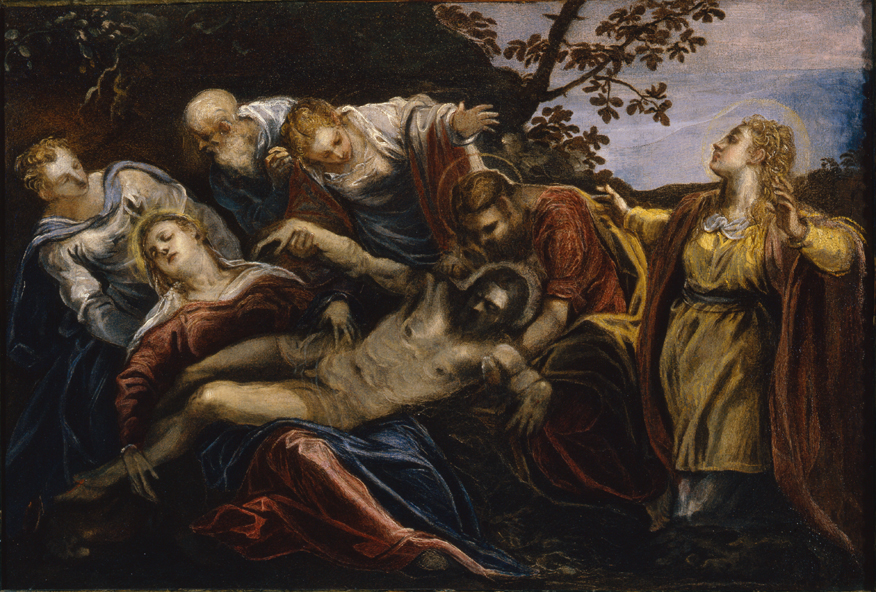
Lamentations sur le Christ mort.
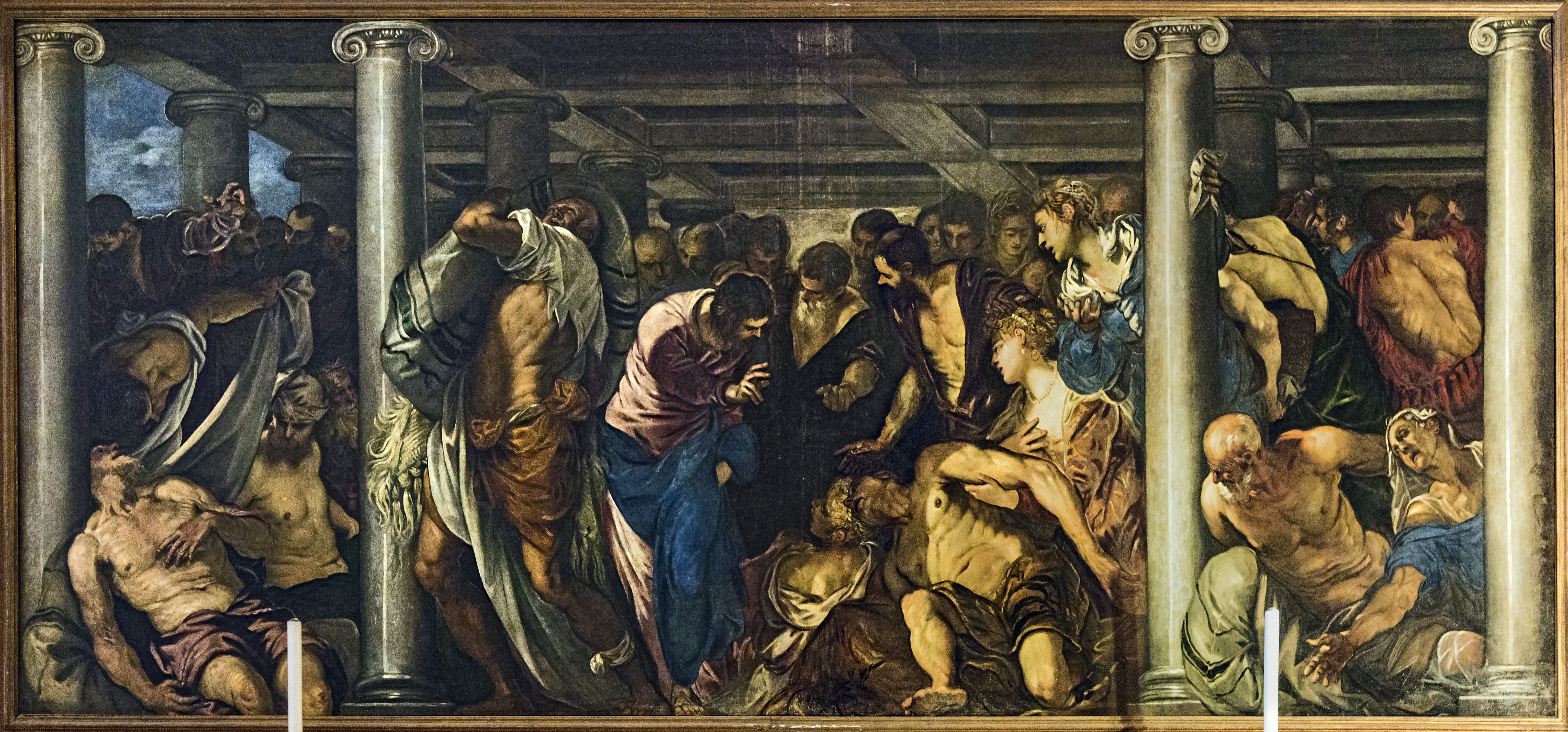
Le Christ guérit le paralytique.
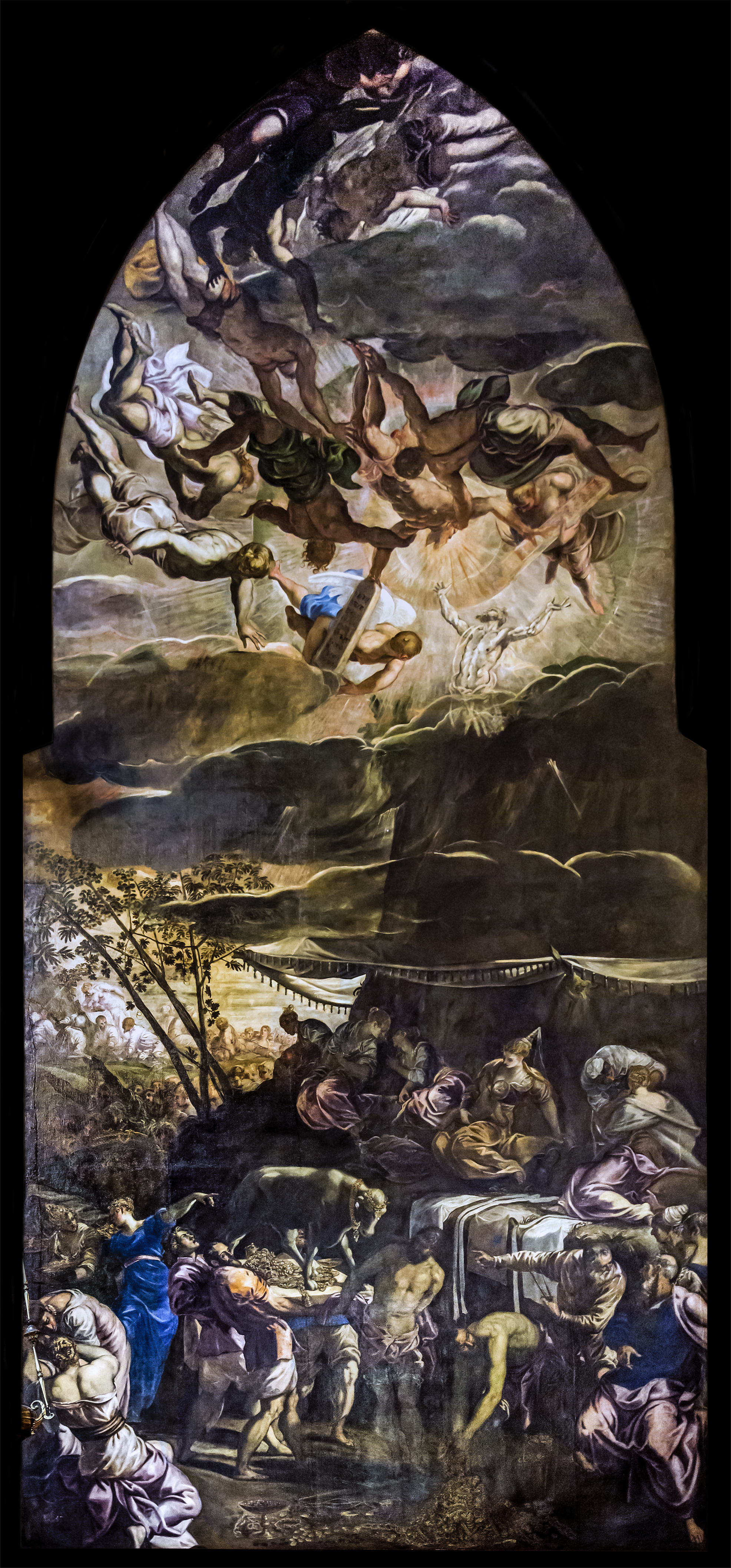
L'Adoration du Veau d'or.
Le Jugement dernier .
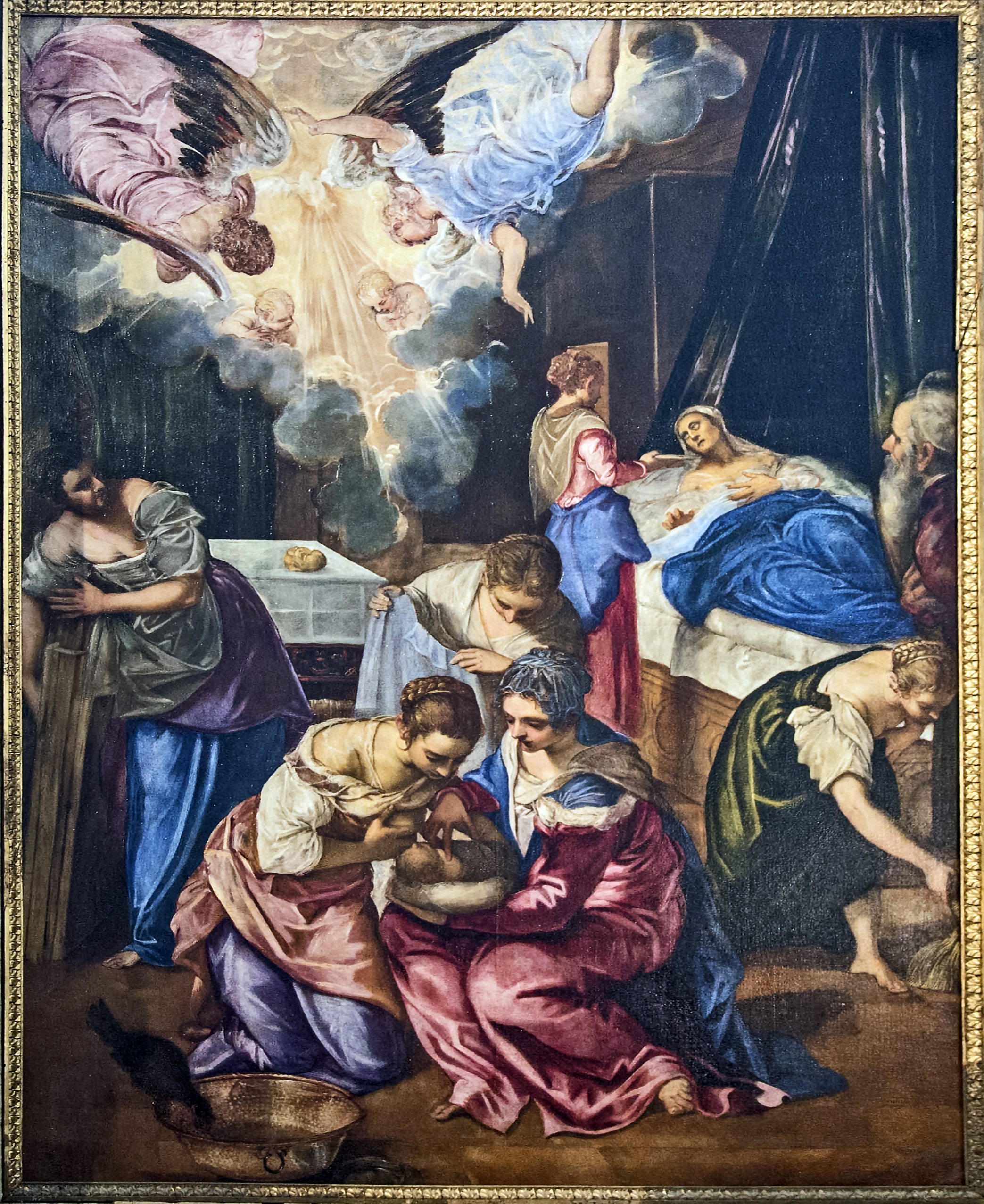
La Naissance de Jean le Baptiste.

Deuxième intervention à la Scuola Grande de San Marco en 1562.
- La Découverte du corps de saint Marc, huile sur toile, 405 × 405 cm, Milan, pinacothèque de Brera.
- L'Enlèvement du corps de saint Marc, toile, 398 × 315 cm, Galeries de l'Académie de Venise. Ce tableau dans lequel, on voit le commanditaire Tommaso Rangone, aidant au transport, provient de la salle du chapitre[119].

56 compositions pour la décoration de la Scuola Grande de San Rocco à Venise, 1564 à 1587, dont
- Salle de l'Albergo :
  - Saint Roch en gloire, 1564, toile, 90 × 121 cm, plafond.
  - La Crucifixion, 1565, toile, 536 × 1 224 cm, salle de l'Albergo.
  - Le Christ devant Pilate, 1566-1567, toile, 515 × 380 cm, salle de l'Albergo.
- Salle supérieure :
  - Le Serpent d'airain, 1575-1576, toile, 840 × 520 cm, plafond.
  - Le Frappement du rocher, et La Manne du désert, 1577, toile, 550 × 520 cm, plafond.
  - Le Baptême du Christ, La Tentation du Christ, 1578-1581, toiles, 538 × 465 cm.
  - La Nativité, 1578-1581, toile, 542 × 455 cm.
  - La Cène, 1578-1581, toile, 538 × 487 cm.
- Salle inférieure :
  - La Fuite en Égypte, 1582-1585, toile, 422 × 580 cm.
  - Marie médite sur le futur et Marie médite sur le passé, 1585-1589, toiles de 425 × 209 cm.
  - L'Annonciation, 1582-1585, toile de 422 × 545 cm.

Après 1564
- Esquisse pour le Paradis, 1564, modifié en 1582, huile sur toile, 148 × 362 cm, Paris, musée du Louvre[78].
- La Cène, 1564-1566, huile sur toile, 90 × 121 cm, musée des beaux-arts de Caen.
- La Cène, 1564-1566, huile sur toile, 221 × 413 cm, chapelle du Saint Sacrement, église San Trovaso[119]. Elle avait pour pendant, Le Christ lavant les pieds de ses disciples, aujourd'hui à Londres.
- Portrait de Jacopo Sansovino, 1566, huile sur toile, 70 × 65, musée des Offices, Florence[125].
- La Vierge des Camerlenghi (ou des trésoriers), 1566-1567, toile, 221 × 521 cm, Galeries de l'Académie de Venise. Elle provient du palais Camerlenghi au Rialto. Il s'agit d'un tableau votif commandé par les magistrats Michele Pisani, Lorenzo Dolfin et Marin Malipiero dont les armes figurent en bas à gauche du tableau[119].

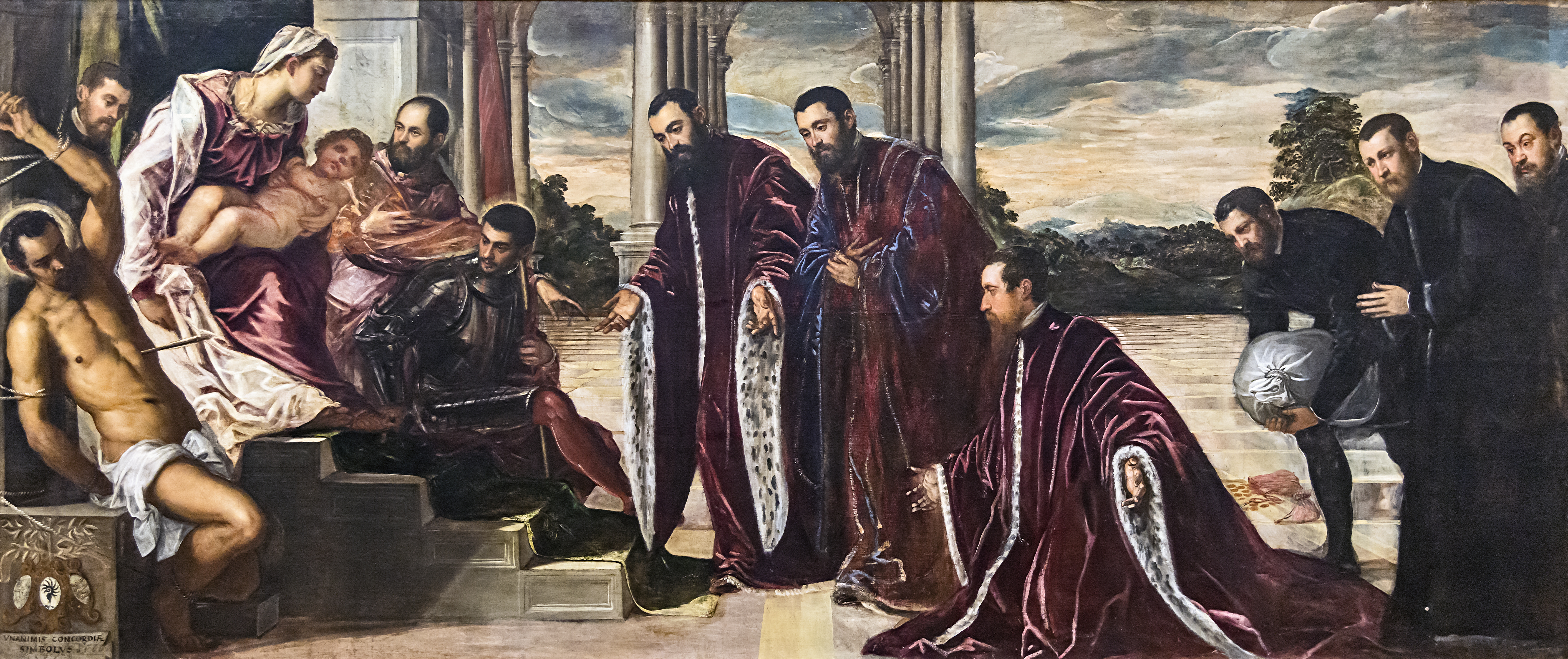
Madonna dei camerlenghi, Galeries de l'Académie de Venise

- Ottavio Strada, 1567, toile de 128 × 101 cm, Rijksmuseum Amsterdam[133].
- Saint Roch en prison visité par l'ange, 1567, toile 307 × 673 cm, église Saint-Roch, Venise[119].
- Danaé, vers 1570, huile sur toile, 142 × 182 cm, musée des beaux-arts de Lyon.
- La Cène, vers 1570, toile, 142 × 182 cm, église San Polo, Venise.
- Épisodes d'une bataille, vers 1575-1580, huile sur toile, 146 × 230,7 cm, collection Alana (acquisition 2016), Newark (Delaware)[134].
- Quatre Allégories à la gloire des doges de Venise, 1577, Venise, palais des Doges.

Dernière période
- Origine de la Voie Lactée, 1577-1579, huile sur toile de 148 × 165 cm, National Gallery, Londres[135].
- L'Adoration des bergers, vers 1578, huile sur toile de 76 × 87 cm, Courtauld Institute, Londres. Réalisé avec ou par son fils Domenico[136].
- Les Fastes des Gonzague, 1578-1580, cycle de huit huiles sur toiles, Alte Pinakothek, Munich.
- Léda et le Cygne, 1578, huile sur toile, 162 × 218, musée des Offices, Florence[125].
- La Déploration du Christ, vers 1580, musée des Beaux-Arts de Nancy.
- Le Christ au puits et La Samaritaine au puits, 1580, huiles sur toile, 116 × 93 cm, musée des Offices, Florence. Décoraient autrefois les volets du buffet d'orgue de l'église San Benedetto[125].
- Gouverneur d'une place forte (Candie ?, 1580-1590, huile sur toile de 126 × 102 cm[137].
- Renaud et Armide, vers 1580-1590, huile sur toile, 124 × 105 cm, Agen, musée des Beaux-Arts d'Agen.
- L’Annonciation, 1582-1587, huile sur toile, haute de 422 cm, Scuola Grande de San Rocco, Venise.
- La Flagellation du Christ, 1585-1590, toile de 118 × 106 cm, Kunsthistorisches Museum de Vienne[124].
- Autoportrait, 1588, 63 × 52 cm, Paris, musée du Louvre.
- Le Paradis, 1588, Venise, palais des Doges.
- La Cène et Les Hébreux au désert, 365 × 568 cm, 1592-1594, basilique San Giorgio Maggiore de Venise.
- Ariane, Vénus et Bacchus, Venise, palais des Doges.
- Portrait d’homme en buste, huile sur toile, 55 × 44,5 cm, musée des Beaux-Arts de Strasbourg.
- Le Christ lavant les pieds des disciples, Madrid, musée du Prado.
- Vierge à l’Enfant avec des saints, musée d'Art et d'Histoire de Narbonne.
- Portrait d'un jeune gentilhomme, musée des Beaux-Arts et d'Archéologie de Besançon.

Non datés
- Diane et Endymion et Athéna et Arachné, huile sur toile, 145 × 272 cm, pavillon de la Meridiana, palais Pitti, Florence. Ces deux toiles décoraient à l'origine un plafond[125].
- Apollon et Minerve[138].

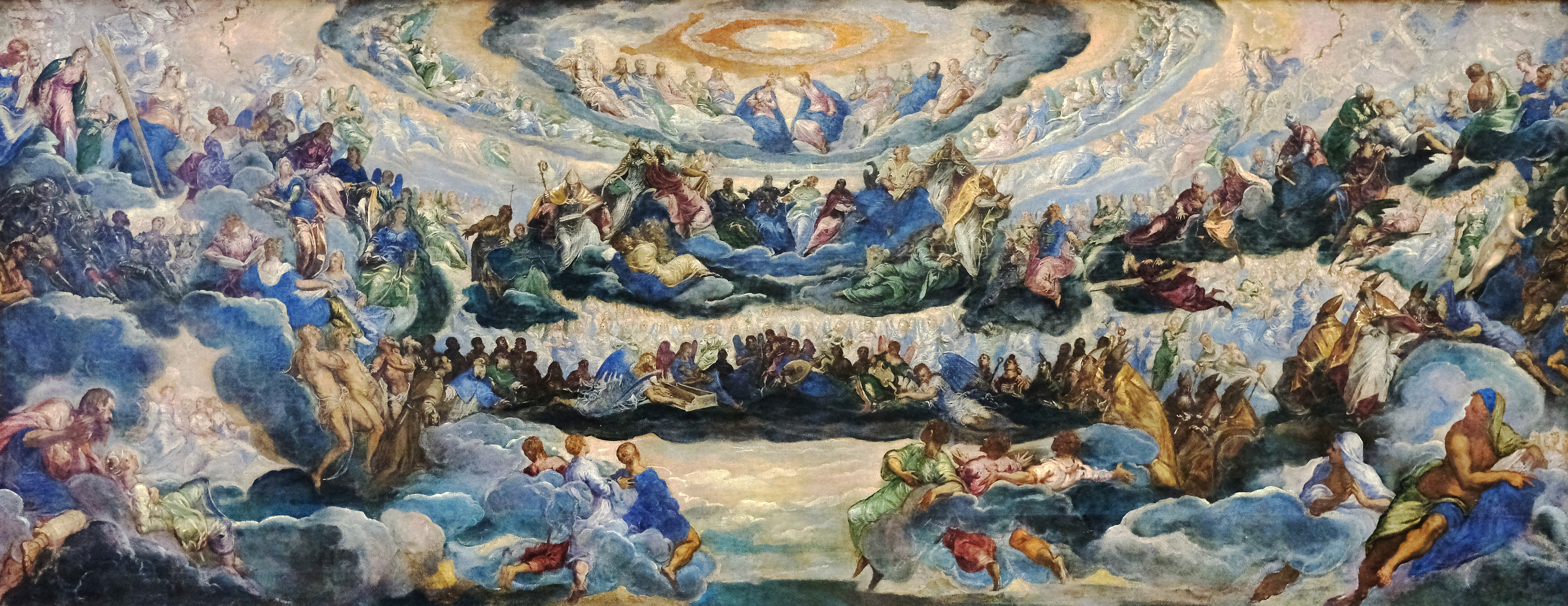
Le Couronnement de la Vierge, dit Le Paradis (1575 - 1600), musée du Louvre, Paris.
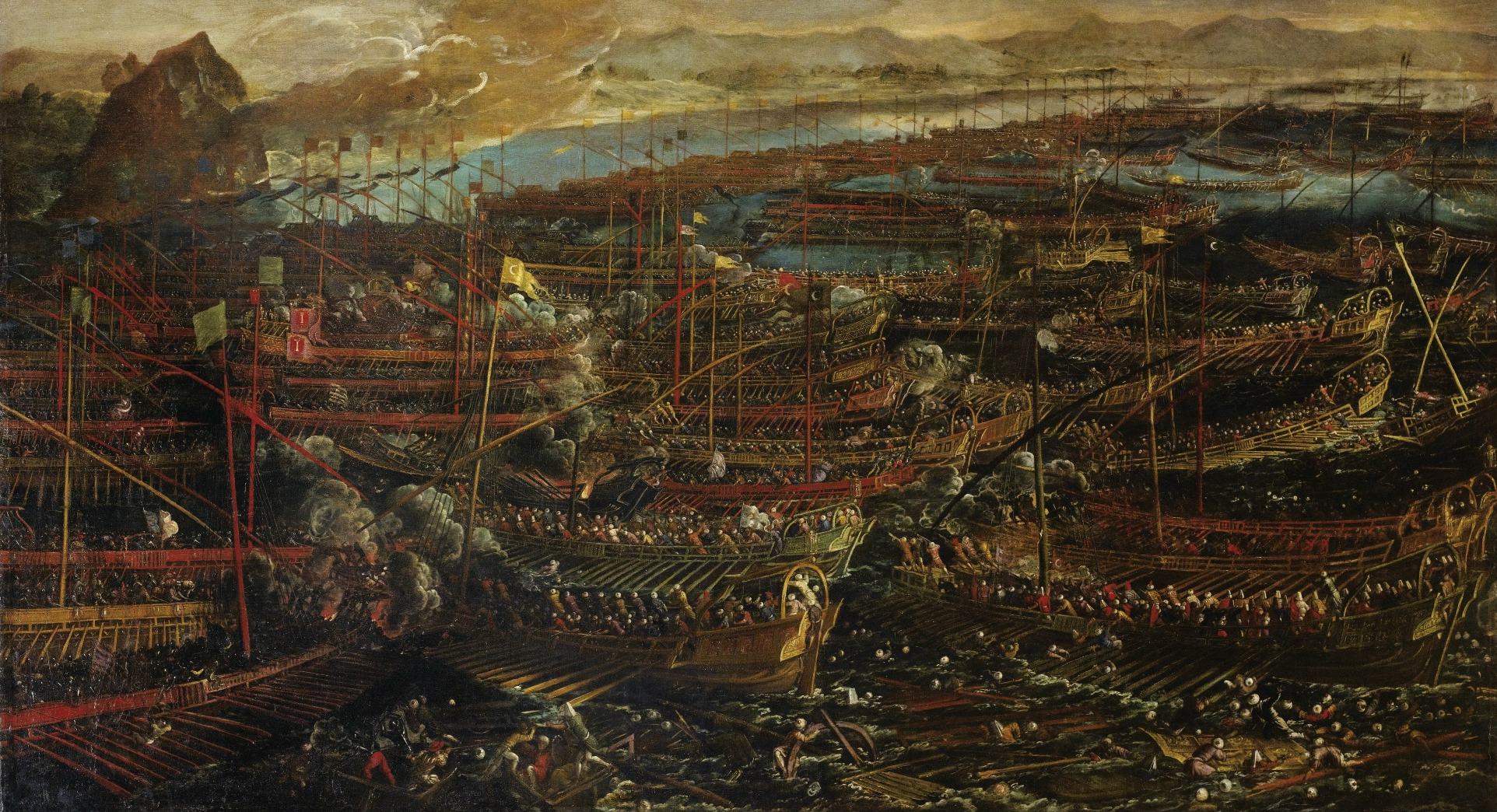
La Bataille de Lépante (1572), esquisse d'une toile détruite dans l'incendie du palais des Doges en 1577, collection privée.
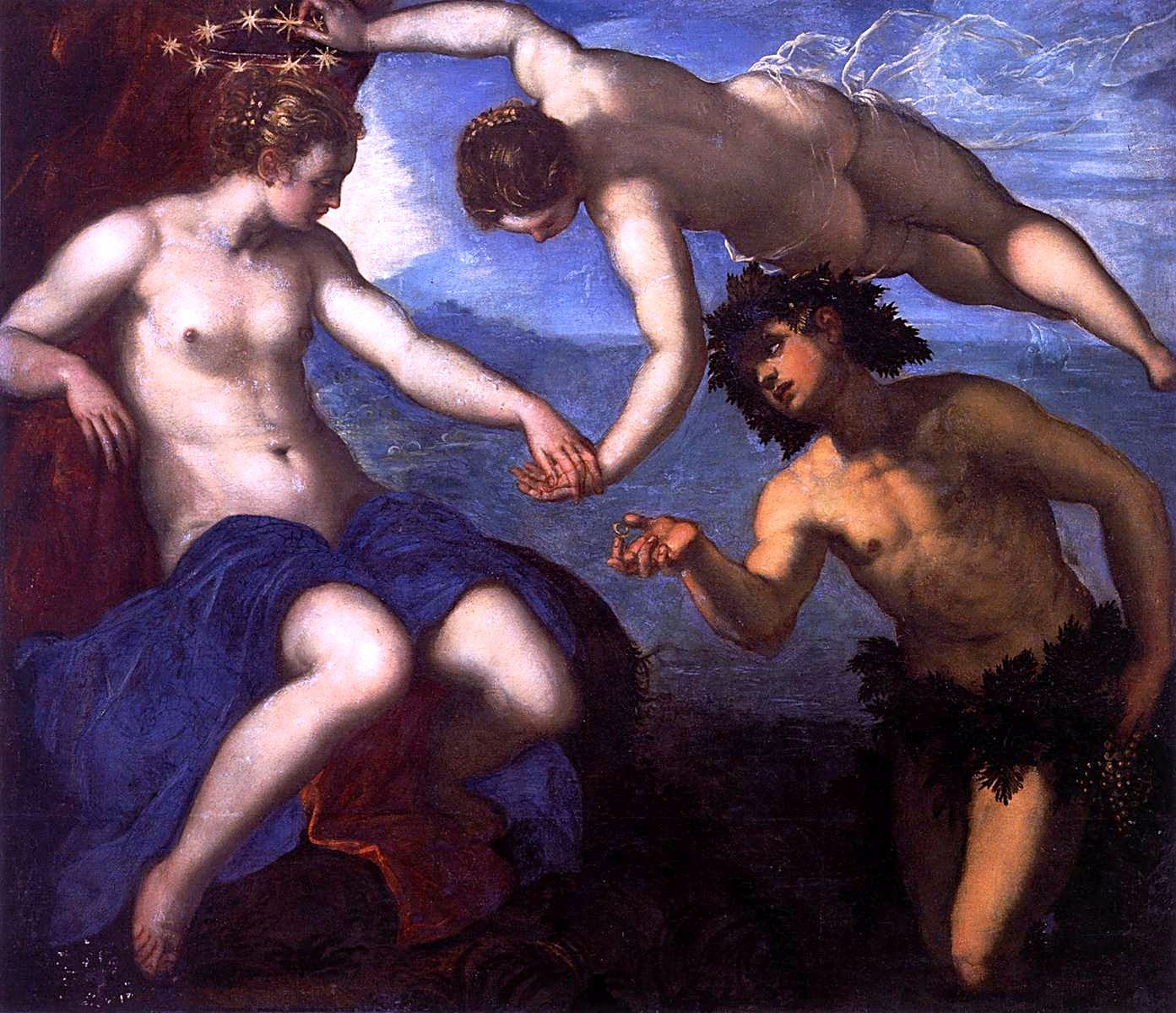
Ariane, Vénus et Bacchus (1576-77) palais des Doges, Venise.

## Postérité

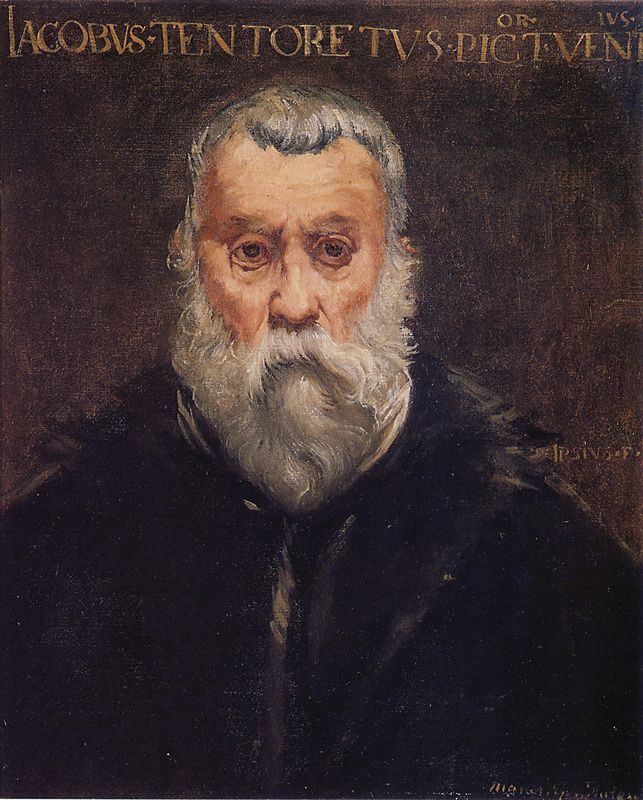
Copie de l'Autoportrait du Tintoret
Edouard Manet, 1854
Musée des Beaux-Arts de Dijon

Le peintre Edouard Manet dans ses jeunes années, fit la copie de son autoportrait.
Il apparaît dans un court roman historique de l'écrivaine française George Sand paru en 1838 : Les Maîtres mosaïstes. Il y défend la valeur artistique de la mosaïque face au scepticisme d'un autre peintre célèbre de son époque.
Le Tintoret et sa famille sont les protagonistes du roman historique La Longue Attente de l'ange de Melania Mazzucco.
Léon Cogniet réalise la toile Tintoret peignant sa fille morte.
L'astéroïde (9906) Tintoretto et le cratère Tintoretto sur Mercure (planète) portent son nom.
Un cocktail est dédié au Tintoret, appartenant à la catégorie pétillant, une variante du cocktail Bellini, également inventé par Giuseppe Cipriani du Harry's Bar à Venise.
L'auteur-compositeur-interprète britannique David Bowie était un admirateur du Tintoret et en possédait une œuvre. Il lui a dédié le label de production Jones / Tintoretto Entertainment Company.

## Expositions
En 2012, la Scuderie del Quirinale de Rome (anciennes écuries du palais du Quirinal, aujourd'hui salle d'art et d'exposition) a présenté une exposition d'une cinquantaine d'œuvres du Tintoret. C'était la première rétrospective depuis celle de 1937 à la Ca' Pesaro vénitienne.
En 2019, en l'honneur de l'anniversaire de la naissance du Tintoret, la National Gallery of Art de Washington, en coopération avec la Gallerie dell'Accademia, a organisé une exposition itinérante, la première aux États-Unis. L'exposition présente près de 50 peintures et plus d'une douzaine d'œuvres sur papier couvrant toute la carrière de l'artiste et allant des portraits royaux de l'aristocratie vénitienne aux scènes narratives religieuses et mythologiques.
- Tintoret 1519-1594, palais des Doges, Venise, 7 septembre 2018 – 6 janvier 2019[144], grande exposition à l'occasion du 500e anniversaire du Tintoret ; ensuite comme :
  - Tintoret : artiste de la Renaissance vénitienne. National Gallery of Art, Washington D.C., 24. 7 mars 2019 Juillet 2019[145].
- Tintoretto, Musée du Prado, Madrid, 30 janvier - 15 mai 2007.
- Tintoret - Une étoile est née. Musée Wallraf Richartz, Cologne, 6 octobre 2017 – 28 janvier 2018[146] ensuite comme :
  - Tintoret. Naissance d'un génie, Musée du Luxembourg, Paris[147] du 7 mars au 1er juillet 2018.

## Films
- Tintoretto und das neue Venedig (Le Tintoret et la nouvelle Venise). (Titre alternatif : Tintoretto.) Documentaire, Allemagne, Italie, 2019, 52 min, écrit et réalisé par Erminio Perocco, production : Kublai Film, V!dee, Zeta Group, Gebrüder Beetz Filmproduktion, ZDF, première diffusion : 8 décembre 2019 chez Arte, table des matières de l'ARD, avant-première de Beetz film production, 1 h 06 min ; Aperçu du film Kublai, 1 h 39 min.
- Tintoretto: Artist of Renaissance Venice-Gallery Walk-through.. Visite de l'exposition, USA, 2019, 4 min 43 s, Production : National Gallery of Art, Publication Internet : 4 juin 2019, vidéo en ligne, (anglais).
- Tintoretto 1519–1594 | Palazzo Ducale. Exposition itinérante, Italie, 2018, 4 min 33 s, Production : Illumina Film, Musei Civici Venezia (MUVE), Publication Internet : 3 décembre 2018, vidéo en ligne, (anglais, italien).